# Sacrifici (escacs)
|  | Per a altres significats, vegeu «sacrifici». |

En escacs, un sacrifici és un moviment mitjançant el qual un jugador dona o permet que se li capturi una peça o peó amb l'esperança d'obtenir compensació per alguna altra via, ja sigui tàctica o estratègica. Un sacrifici també pot ser el canvi deliberat d'una peça de més valor per una altra peça de l'oponent de valor inferior.
Qualsevol peça llevat del rei pot ser sacrificada. Atès que els jugadors en general tracten de mantenir les seves pròpies peces, el sacrifici acostuma a representar una sorpresa desagradable per l'oponent, posant-lo psicològicament fora de lloc, i fent que perdi un temps valuós tractant de calcular si el sacrifici és acurat o no, i si acceptar-lo o no. Sacrificar una de dama (la peça més valuosa), o una sèrie de peces, se suma a la sorpresa, i aquest les partides en què això passa poden ser premiades per la seva bellesa.

## Exemples

### Sacrifici de desviació
|   | a | b | c | d | e | f | g | h |   |
| 8 | c8 negres torre · e8 negres torre · g8 negres rei · b7 negres peó · f7 negres peó · g7 negres alfil · h7 negres peó · g6 negres peó · a5 negres peó · g5 blanques alfil · a4 blanques peó · c4 negres dama · d4 blanques peó · d3 blanques dama · f2 blanques peó · g2 blanques peó · h2 blanques peó · a1 blanques torre · d1 blanques torre · g1 blanques rei | c8 negres torre · e8 negres torre · g8 negres rei · b7 negres peó · f7 negres peó · g7 negres alfil · h7 negres peó · g6 negres peó · a5 negres peó · g5 blanques alfil · a4 blanques peó · c4 negres dama · d4 blanques peó · d3 blanques dama · f2 blanques peó · g2 blanques peó · h2 blanques peó · a1 blanques torre · d1 blanques torre · g1 blanques rei | c8 negres torre · e8 negres torre · g8 negres rei · b7 negres peó · f7 negres peó · g7 negres alfil · h7 negres peó · g6 negres peó · a5 negres peó · g5 blanques alfil · a4 blanques peó · c4 negres dama · d4 blanques peó · d3 blanques dama · f2 blanques peó · g2 blanques peó · h2 blanques peó · a1 blanques torre · d1 blanques torre · g1 blanques rei | c8 negres torre · e8 negres torre · g8 negres rei · b7 negres peó · f7 negres peó · g7 negres alfil · h7 negres peó · g6 negres peó · a5 negres peó · g5 blanques alfil · a4 blanques peó · c4 negres dama · d4 blanques peó · d3 blanques dama · f2 blanques peó · g2 blanques peó · h2 blanques peó · a1 blanques torre · d1 blanques torre · g1 blanques rei | c8 negres torre · e8 negres torre · g8 negres rei · b7 negres peó · f7 negres peó · g7 negres alfil · h7 negres peó · g6 negres peó · a5 negres peó · g5 blanques alfil · a4 blanques peó · c4 negres dama · d4 blanques peó · d3 blanques dama · f2 blanques peó · g2 blanques peó · h2 blanques peó · a1 blanques torre · d1 blanques torre · g1 blanques rei | c8 negres torre · e8 negres torre · g8 negres rei · b7 negres peó · f7 negres peó · g7 negres alfil · h7 negres peó · g6 negres peó · a5 negres peó · g5 blanques alfil · a4 blanques peó · c4 negres dama · d4 blanques peó · d3 blanques dama · f2 blanques peó · g2 blanques peó · h2 blanques peó · a1 blanques torre · d1 blanques torre · g1 blanques rei | c8 negres torre · e8 negres torre · g8 negres rei · b7 negres peó · f7 negres peó · g7 negres alfil · h7 negres peó · g6 negres peó · a5 negres peó · g5 blanques alfil · a4 blanques peó · c4 negres dama · d4 blanques peó · d3 blanques dama · f2 blanques peó · g2 blanques peó · h2 blanques peó · a1 blanques torre · d1 blanques torre · g1 blanques rei | c8 negres torre · e8 negres torre · g8 negres rei · b7 negres peó · f7 negres peó · g7 negres alfil · h7 negres peó · g6 negres peó · a5 negres peó · g5 blanques alfil · a4 blanques peó · c4 negres dama · d4 blanques peó · d3 blanques dama · f2 blanques peó · g2 blanques peó · h2 blanques peó · a1 blanques torre · d1 blanques torre · g1 blanques rei | 8 |
| 7 | c8 negres torre · e8 negres torre · g8 negres rei · b7 negres peó · f7 negres peó · g7 negres alfil · h7 negres peó · g6 negres peó · a5 negres peó · g5 blanques alfil · a4 blanques peó · c4 negres dama · d4 blanques peó · d3 blanques dama · f2 blanques peó · g2 blanques peó · h2 blanques peó · a1 blanques torre · d1 blanques torre · g1 blanques rei | c8 negres torre · e8 negres torre · g8 negres rei · b7 negres peó · f7 negres peó · g7 negres alfil · h7 negres peó · g6 negres peó · a5 negres peó · g5 blanques alfil · a4 blanques peó · c4 negres dama · d4 blanques peó · d3 blanques dama · f2 blanques peó · g2 blanques peó · h2 blanques peó · a1 blanques torre · d1 blanques torre · g1 blanques rei | c8 negres torre · e8 negres torre · g8 negres rei · b7 negres peó · f7 negres peó · g7 negres alfil · h7 negres peó · g6 negres peó · a5 negres peó · g5 blanques alfil · a4 blanques peó · c4 negres dama · d4 blanques peó · d3 blanques dama · f2 blanques peó · g2 blanques peó · h2 blanques peó · a1 blanques torre · d1 blanques torre · g1 blanques rei | c8 negres torre · e8 negres torre · g8 negres rei · b7 negres peó · f7 negres peó · g7 negres alfil · h7 negres peó · g6 negres peó · a5 negres peó · g5 blanques alfil · a4 blanques peó · c4 negres dama · d4 blanques peó · d3 blanques dama · f2 blanques peó · g2 blanques peó · h2 blanques peó · a1 blanques torre · d1 blanques torre · g1 blanques rei | c8 negres torre · e8 negres torre · g8 negres rei · b7 negres peó · f7 negres peó · g7 negres alfil · h7 negres peó · g6 negres peó · a5 negres peó · g5 blanques alfil · a4 blanques peó · c4 negres dama · d4 blanques peó · d3 blanques dama · f2 blanques peó · g2 blanques peó · h2 blanques peó · a1 blanques torre · d1 blanques torre · g1 blanques rei | c8 negres torre · e8 negres torre · g8 negres rei · b7 negres peó · f7 negres peó · g7 negres alfil · h7 negres peó · g6 negres peó · a5 negres peó · g5 blanques alfil · a4 blanques peó · c4 negres dama · d4 blanques peó · d3 blanques dama · f2 blanques peó · g2 blanques peó · h2 blanques peó · a1 blanques torre · d1 blanques torre · g1 blanques rei | c8 negres torre · e8 negres torre · g8 negres rei · b7 negres peó · f7 negres peó · g7 negres alfil · h7 negres peó · g6 negres peó · a5 negres peó · g5 blanques alfil · a4 blanques peó · c4 negres dama · d4 blanques peó · d3 blanques dama · f2 blanques peó · g2 blanques peó · h2 blanques peó · a1 blanques torre · d1 blanques torre · g1 blanques rei | c8 negres torre · e8 negres torre · g8 negres rei · b7 negres peó · f7 negres peó · g7 negres alfil · h7 negres peó · g6 negres peó · a5 negres peó · g5 blanques alfil · a4 blanques peó · c4 negres dama · d4 blanques peó · d3 blanques dama · f2 blanques peó · g2 blanques peó · h2 blanques peó · a1 blanques torre · d1 blanques torre · g1 blanques rei | 7 |
| 6 | c8 negres torre · e8 negres torre · g8 negres rei · b7 negres peó · f7 negres peó · g7 negres alfil · h7 negres peó · g6 negres peó · a5 negres peó · g5 blanques alfil · a4 blanques peó · c4 negres dama · d4 blanques peó · d3 blanques dama · f2 blanques peó · g2 blanques peó · h2 blanques peó · a1 blanques torre · d1 blanques torre · g1 blanques rei | c8 negres torre · e8 negres torre · g8 negres rei · b7 negres peó · f7 negres peó · g7 negres alfil · h7 negres peó · g6 negres peó · a5 negres peó · g5 blanques alfil · a4 blanques peó · c4 negres dama · d4 blanques peó · d3 blanques dama · f2 blanques peó · g2 blanques peó · h2 blanques peó · a1 blanques torre · d1 blanques torre · g1 blanques rei | c8 negres torre · e8 negres torre · g8 negres rei · b7 negres peó · f7 negres peó · g7 negres alfil · h7 negres peó · g6 negres peó · a5 negres peó · g5 blanques alfil · a4 blanques peó · c4 negres dama · d4 blanques peó · d3 blanques dama · f2 blanques peó · g2 blanques peó · h2 blanques peó · a1 blanques torre · d1 blanques torre · g1 blanques rei | c8 negres torre · e8 negres torre · g8 negres rei · b7 negres peó · f7 negres peó · g7 negres alfil · h7 negres peó · g6 negres peó · a5 negres peó · g5 blanques alfil · a4 blanques peó · c4 negres dama · d4 blanques peó · d3 blanques dama · f2 blanques peó · g2 blanques peó · h2 blanques peó · a1 blanques torre · d1 blanques torre · g1 blanques rei | c8 negres torre · e8 negres torre · g8 negres rei · b7 negres peó · f7 negres peó · g7 negres alfil · h7 negres peó · g6 negres peó · a5 negres peó · g5 blanques alfil · a4 blanques peó · c4 negres dama · d4 blanques peó · d3 blanques dama · f2 blanques peó · g2 blanques peó · h2 blanques peó · a1 blanques torre · d1 blanques torre · g1 blanques rei | c8 negres torre · e8 negres torre · g8 negres rei · b7 negres peó · f7 negres peó · g7 negres alfil · h7 negres peó · g6 negres peó · a5 negres peó · g5 blanques alfil · a4 blanques peó · c4 negres dama · d4 blanques peó · d3 blanques dama · f2 blanques peó · g2 blanques peó · h2 blanques peó · a1 blanques torre · d1 blanques torre · g1 blanques rei | c8 negres torre · e8 negres torre · g8 negres rei · b7 negres peó · f7 negres peó · g7 negres alfil · h7 negres peó · g6 negres peó · a5 negres peó · g5 blanques alfil · a4 blanques peó · c4 negres dama · d4 blanques peó · d3 blanques dama · f2 blanques peó · g2 blanques peó · h2 blanques peó · a1 blanques torre · d1 blanques torre · g1 blanques rei | c8 negres torre · e8 negres torre · g8 negres rei · b7 negres peó · f7 negres peó · g7 negres alfil · h7 negres peó · g6 negres peó · a5 negres peó · g5 blanques alfil · a4 blanques peó · c4 negres dama · d4 blanques peó · d3 blanques dama · f2 blanques peó · g2 blanques peó · h2 blanques peó · a1 blanques torre · d1 blanques torre · g1 blanques rei | 6 |
| 5 | c8 negres torre · e8 negres torre · g8 negres rei · b7 negres peó · f7 negres peó · g7 negres alfil · h7 negres peó · g6 negres peó · a5 negres peó · g5 blanques alfil · a4 blanques peó · c4 negres dama · d4 blanques peó · d3 blanques dama · f2 blanques peó · g2 blanques peó · h2 blanques peó · a1 blanques torre · d1 blanques torre · g1 blanques rei | c8 negres torre · e8 negres torre · g8 negres rei · b7 negres peó · f7 negres peó · g7 negres alfil · h7 negres peó · g6 negres peó · a5 negres peó · g5 blanques alfil · a4 blanques peó · c4 negres dama · d4 blanques peó · d3 blanques dama · f2 blanques peó · g2 blanques peó · h2 blanques peó · a1 blanques torre · d1 blanques torre · g1 blanques rei | c8 negres torre · e8 negres torre · g8 negres rei · b7 negres peó · f7 negres peó · g7 negres alfil · h7 negres peó · g6 negres peó · a5 negres peó · g5 blanques alfil · a4 blanques peó · c4 negres dama · d4 blanques peó · d3 blanques dama · f2 blanques peó · g2 blanques peó · h2 blanques peó · a1 blanques torre · d1 blanques torre · g1 blanques rei | c8 negres torre · e8 negres torre · g8 negres rei · b7 negres peó · f7 negres peó · g7 negres alfil · h7 negres peó · g6 negres peó · a5 negres peó · g5 blanques alfil · a4 blanques peó · c4 negres dama · d4 blanques peó · d3 blanques dama · f2 blanques peó · g2 blanques peó · h2 blanques peó · a1 blanques torre · d1 blanques torre · g1 blanques rei | c8 negres torre · e8 negres torre · g8 negres rei · b7 negres peó · f7 negres peó · g7 negres alfil · h7 negres peó · g6 negres peó · a5 negres peó · g5 blanques alfil · a4 blanques peó · c4 negres dama · d4 blanques peó · d3 blanques dama · f2 blanques peó · g2 blanques peó · h2 blanques peó · a1 blanques torre · d1 blanques torre · g1 blanques rei | c8 negres torre · e8 negres torre · g8 negres rei · b7 negres peó · f7 negres peó · g7 negres alfil · h7 negres peó · g6 negres peó · a5 negres peó · g5 blanques alfil · a4 blanques peó · c4 negres dama · d4 blanques peó · d3 blanques dama · f2 blanques peó · g2 blanques peó · h2 blanques peó · a1 blanques torre · d1 blanques torre · g1 blanques rei | c8 negres torre · e8 negres torre · g8 negres rei · b7 negres peó · f7 negres peó · g7 negres alfil · h7 negres peó · g6 negres peó · a5 negres peó · g5 blanques alfil · a4 blanques peó · c4 negres dama · d4 blanques peó · d3 blanques dama · f2 blanques peó · g2 blanques peó · h2 blanques peó · a1 blanques torre · d1 blanques torre · g1 blanques rei | c8 negres torre · e8 negres torre · g8 negres rei · b7 negres peó · f7 negres peó · g7 negres alfil · h7 negres peó · g6 negres peó · a5 negres peó · g5 blanques alfil · a4 blanques peó · c4 negres dama · d4 blanques peó · d3 blanques dama · f2 blanques peó · g2 blanques peó · h2 blanques peó · a1 blanques torre · d1 blanques torre · g1 blanques rei | 5 |
| 4 | c8 negres torre · e8 negres torre · g8 negres rei · b7 negres peó · f7 negres peó · g7 negres alfil · h7 negres peó · g6 negres peó · a5 negres peó · g5 blanques alfil · a4 blanques peó · c4 negres dama · d4 blanques peó · d3 blanques dama · f2 blanques peó · g2 blanques peó · h2 blanques peó · a1 blanques torre · d1 blanques torre · g1 blanques rei | c8 negres torre · e8 negres torre · g8 negres rei · b7 negres peó · f7 negres peó · g7 negres alfil · h7 negres peó · g6 negres peó · a5 negres peó · g5 blanques alfil · a4 blanques peó · c4 negres dama · d4 blanques peó · d3 blanques dama · f2 blanques peó · g2 blanques peó · h2 blanques peó · a1 blanques torre · d1 blanques torre · g1 blanques rei | c8 negres torre · e8 negres torre · g8 negres rei · b7 negres peó · f7 negres peó · g7 negres alfil · h7 negres peó · g6 negres peó · a5 negres peó · g5 blanques alfil · a4 blanques peó · c4 negres dama · d4 blanques peó · d3 blanques dama · f2 blanques peó · g2 blanques peó · h2 blanques peó · a1 blanques torre · d1 blanques torre · g1 blanques rei | c8 negres torre · e8 negres torre · g8 negres rei · b7 negres peó · f7 negres peó · g7 negres alfil · h7 negres peó · g6 negres peó · a5 negres peó · g5 blanques alfil · a4 blanques peó · c4 negres dama · d4 blanques peó · d3 blanques dama · f2 blanques peó · g2 blanques peó · h2 blanques peó · a1 blanques torre · d1 blanques torre · g1 blanques rei | c8 negres torre · e8 negres torre · g8 negres rei · b7 negres peó · f7 negres peó · g7 negres alfil · h7 negres peó · g6 negres peó · a5 negres peó · g5 blanques alfil · a4 blanques peó · c4 negres dama · d4 blanques peó · d3 blanques dama · f2 blanques peó · g2 blanques peó · h2 blanques peó · a1 blanques torre · d1 blanques torre · g1 blanques rei | c8 negres torre · e8 negres torre · g8 negres rei · b7 negres peó · f7 negres peó · g7 negres alfil · h7 negres peó · g6 negres peó · a5 negres peó · g5 blanques alfil · a4 blanques peó · c4 negres dama · d4 blanques peó · d3 blanques dama · f2 blanques peó · g2 blanques peó · h2 blanques peó · a1 blanques torre · d1 blanques torre · g1 blanques rei | c8 negres torre · e8 negres torre · g8 negres rei · b7 negres peó · f7 negres peó · g7 negres alfil · h7 negres peó · g6 negres peó · a5 negres peó · g5 blanques alfil · a4 blanques peó · c4 negres dama · d4 blanques peó · d3 blanques dama · f2 blanques peó · g2 blanques peó · h2 blanques peó · a1 blanques torre · d1 blanques torre · g1 blanques rei | c8 negres torre · e8 negres torre · g8 negres rei · b7 negres peó · f7 negres peó · g7 negres alfil · h7 negres peó · g6 negres peó · a5 negres peó · g5 blanques alfil · a4 blanques peó · c4 negres dama · d4 blanques peó · d3 blanques dama · f2 blanques peó · g2 blanques peó · h2 blanques peó · a1 blanques torre · d1 blanques torre · g1 blanques rei | 4 |
| 3 | c8 negres torre · e8 negres torre · g8 negres rei · b7 negres peó · f7 negres peó · g7 negres alfil · h7 negres peó · g6 negres peó · a5 negres peó · g5 blanques alfil · a4 blanques peó · c4 negres dama · d4 blanques peó · d3 blanques dama · f2 blanques peó · g2 blanques peó · h2 blanques peó · a1 blanques torre · d1 blanques torre · g1 blanques rei | c8 negres torre · e8 negres torre · g8 negres rei · b7 negres peó · f7 negres peó · g7 negres alfil · h7 negres peó · g6 negres peó · a5 negres peó · g5 blanques alfil · a4 blanques peó · c4 negres dama · d4 blanques peó · d3 blanques dama · f2 blanques peó · g2 blanques peó · h2 blanques peó · a1 blanques torre · d1 blanques torre · g1 blanques rei | c8 negres torre · e8 negres torre · g8 negres rei · b7 negres peó · f7 negres peó · g7 negres alfil · h7 negres peó · g6 negres peó · a5 negres peó · g5 blanques alfil · a4 blanques peó · c4 negres dama · d4 blanques peó · d3 blanques dama · f2 blanques peó · g2 blanques peó · h2 blanques peó · a1 blanques torre · d1 blanques torre · g1 blanques rei | c8 negres torre · e8 negres torre · g8 negres rei · b7 negres peó · f7 negres peó · g7 negres alfil · h7 negres peó · g6 negres peó · a5 negres peó · g5 blanques alfil · a4 blanques peó · c4 negres dama · d4 blanques peó · d3 blanques dama · f2 blanques peó · g2 blanques peó · h2 blanques peó · a1 blanques torre · d1 blanques torre · g1 blanques rei | c8 negres torre · e8 negres torre · g8 negres rei · b7 negres peó · f7 negres peó · g7 negres alfil · h7 negres peó · g6 negres peó · a5 negres peó · g5 blanques alfil · a4 blanques peó · c4 negres dama · d4 blanques peó · d3 blanques dama · f2 blanques peó · g2 blanques peó · h2 blanques peó · a1 blanques torre · d1 blanques torre · g1 blanques rei | c8 negres torre · e8 negres torre · g8 negres rei · b7 negres peó · f7 negres peó · g7 negres alfil · h7 negres peó · g6 negres peó · a5 negres peó · g5 blanques alfil · a4 blanques peó · c4 negres dama · d4 blanques peó · d3 blanques dama · f2 blanques peó · g2 blanques peó · h2 blanques peó · a1 blanques torre · d1 blanques torre · g1 blanques rei | c8 negres torre · e8 negres torre · g8 negres rei · b7 negres peó · f7 negres peó · g7 negres alfil · h7 negres peó · g6 negres peó · a5 negres peó · g5 blanques alfil · a4 blanques peó · c4 negres dama · d4 blanques peó · d3 blanques dama · f2 blanques peó · g2 blanques peó · h2 blanques peó · a1 blanques torre · d1 blanques torre · g1 blanques rei | c8 negres torre · e8 negres torre · g8 negres rei · b7 negres peó · f7 negres peó · g7 negres alfil · h7 negres peó · g6 negres peó · a5 negres peó · g5 blanques alfil · a4 blanques peó · c4 negres dama · d4 blanques peó · d3 blanques dama · f2 blanques peó · g2 blanques peó · h2 blanques peó · a1 blanques torre · d1 blanques torre · g1 blanques rei | 3 |
| 2 | c8 negres torre · e8 negres torre · g8 negres rei · b7 negres peó · f7 negres peó · g7 negres alfil · h7 negres peó · g6 negres peó · a5 negres peó · g5 blanques alfil · a4 blanques peó · c4 negres dama · d4 blanques peó · d3 blanques dama · f2 blanques peó · g2 blanques peó · h2 blanques peó · a1 blanques torre · d1 blanques torre · g1 blanques rei | c8 negres torre · e8 negres torre · g8 negres rei · b7 negres peó · f7 negres peó · g7 negres alfil · h7 negres peó · g6 negres peó · a5 negres peó · g5 blanques alfil · a4 blanques peó · c4 negres dama · d4 blanques peó · d3 blanques dama · f2 blanques peó · g2 blanques peó · h2 blanques peó · a1 blanques torre · d1 blanques torre · g1 blanques rei | c8 negres torre · e8 negres torre · g8 negres rei · b7 negres peó · f7 negres peó · g7 negres alfil · h7 negres peó · g6 negres peó · a5 negres peó · g5 blanques alfil · a4 blanques peó · c4 negres dama · d4 blanques peó · d3 blanques dama · f2 blanques peó · g2 blanques peó · h2 blanques peó · a1 blanques torre · d1 blanques torre · g1 blanques rei | c8 negres torre · e8 negres torre · g8 negres rei · b7 negres peó · f7 negres peó · g7 negres alfil · h7 negres peó · g6 negres peó · a5 negres peó · g5 blanques alfil · a4 blanques peó · c4 negres dama · d4 blanques peó · d3 blanques dama · f2 blanques peó · g2 blanques peó · h2 blanques peó · a1 blanques torre · d1 blanques torre · g1 blanques rei | c8 negres torre · e8 negres torre · g8 negres rei · b7 negres peó · f7 negres peó · g7 negres alfil · h7 negres peó · g6 negres peó · a5 negres peó · g5 blanques alfil · a4 blanques peó · c4 negres dama · d4 blanques peó · d3 blanques dama · f2 blanques peó · g2 blanques peó · h2 blanques peó · a1 blanques torre · d1 blanques torre · g1 blanques rei | c8 negres torre · e8 negres torre · g8 negres rei · b7 negres peó · f7 negres peó · g7 negres alfil · h7 negres peó · g6 negres peó · a5 negres peó · g5 blanques alfil · a4 blanques peó · c4 negres dama · d4 blanques peó · d3 blanques dama · f2 blanques peó · g2 blanques peó · h2 blanques peó · a1 blanques torre · d1 blanques torre · g1 blanques rei | c8 negres torre · e8 negres torre · g8 negres rei · b7 negres peó · f7 negres peó · g7 negres alfil · h7 negres peó · g6 negres peó · a5 negres peó · g5 blanques alfil · a4 blanques peó · c4 negres dama · d4 blanques peó · d3 blanques dama · f2 blanques peó · g2 blanques peó · h2 blanques peó · a1 blanques torre · d1 blanques torre · g1 blanques rei | c8 negres torre · e8 negres torre · g8 negres rei · b7 negres peó · f7 negres peó · g7 negres alfil · h7 negres peó · g6 negres peó · a5 negres peó · g5 blanques alfil · a4 blanques peó · c4 negres dama · d4 blanques peó · d3 blanques dama · f2 blanques peó · g2 blanques peó · h2 blanques peó · a1 blanques torre · d1 blanques torre · g1 blanques rei | 2 |
| 1 | c8 negres torre · e8 negres torre · g8 negres rei · b7 negres peó · f7 negres peó · g7 negres alfil · h7 negres peó · g6 negres peó · a5 negres peó · g5 blanques alfil · a4 blanques peó · c4 negres dama · d4 blanques peó · d3 blanques dama · f2 blanques peó · g2 blanques peó · h2 blanques peó · a1 blanques torre · d1 blanques torre · g1 blanques rei | c8 negres torre · e8 negres torre · g8 negres rei · b7 negres peó · f7 negres peó · g7 negres alfil · h7 negres peó · g6 negres peó · a5 negres peó · g5 blanques alfil · a4 blanques peó · c4 negres dama · d4 blanques peó · d3 blanques dama · f2 blanques peó · g2 blanques peó · h2 blanques peó · a1 blanques torre · d1 blanques torre · g1 blanques rei | c8 negres torre · e8 negres torre · g8 negres rei · b7 negres peó · f7 negres peó · g7 negres alfil · h7 negres peó · g6 negres peó · a5 negres peó · g5 blanques alfil · a4 blanques peó · c4 negres dama · d4 blanques peó · d3 blanques dama · f2 blanques peó · g2 blanques peó · h2 blanques peó · a1 blanques torre · d1 blanques torre · g1 blanques rei | c8 negres torre · e8 negres torre · g8 negres rei · b7 negres peó · f7 negres peó · g7 negres alfil · h7 negres peó · g6 negres peó · a5 negres peó · g5 blanques alfil · a4 blanques peó · c4 negres dama · d4 blanques peó · d3 blanques dama · f2 blanques peó · g2 blanques peó · h2 blanques peó · a1 blanques torre · d1 blanques torre · g1 blanques rei | c8 negres torre · e8 negres torre · g8 negres rei · b7 negres peó · f7 negres peó · g7 negres alfil · h7 negres peó · g6 negres peó · a5 negres peó · g5 blanques alfil · a4 blanques peó · c4 negres dama · d4 blanques peó · d3 blanques dama · f2 blanques peó · g2 blanques peó · h2 blanques peó · a1 blanques torre · d1 blanques torre · g1 blanques rei | c8 negres torre · e8 negres torre · g8 negres rei · b7 negres peó · f7 negres peó · g7 negres alfil · h7 negres peó · g6 negres peó · a5 negres peó · g5 blanques alfil · a4 blanques peó · c4 negres dama · d4 blanques peó · d3 blanques dama · f2 blanques peó · g2 blanques peó · h2 blanques peó · a1 blanques torre · d1 blanques torre · g1 blanques rei | c8 negres torre · e8 negres torre · g8 negres rei · b7 negres peó · f7 negres peó · g7 negres alfil · h7 negres peó · g6 negres peó · a5 negres peó · g5 blanques alfil · a4 blanques peó · c4 negres dama · d4 blanques peó · d3 blanques dama · f2 blanques peó · g2 blanques peó · h2 blanques peó · a1 blanques torre · d1 blanques torre · g1 blanques rei | c8 negres torre · e8 negres torre · g8 negres rei · b7 negres peó · f7 negres peó · g7 negres alfil · h7 negres peó · g6 negres peó · a5 negres peó · g5 blanques alfil · a4 blanques peó · c4 negres dama · d4 blanques peó · d3 blanques dama · f2 blanques peó · g2 blanques peó · h2 blanques peó · a1 blanques torre · d1 blanques torre · g1 blanques rei | 1 |
|   | a | b | c | d | e | f | g | h |   |

Al diagrama, s'hi pot veure que la dama del GM Aronian és a d3, únicament defensada per la seva torre a d1. A la partida el GM Aronian va cometre l'error de jugar 24.exd4?? obrint la columna e, que estava dominada per la torre negra. Això va permetre que Svídler jugués 24. ...Te1+!, guanyant la partida, ja que el negre està forçat a fer Txe1, tot deixant la dama de d3 desprotegida.
Aquest tipus de sacrifici en particular ha estat anomenat també, en anglès, the Hook and Ladder trick (el truc del ganxo i l'escala), perquè és com si la dama blanca fos situada precàriament a la part superior de l'"escala", mentre que la torre que li dona suport és a la base.

### Sacrifici per evitar perdre
|   | a | b | c | d | e | f | g | h |   |
| 8 | c8 blanques dama · f7 blanques torre · g7 negres peó · h7 negres rei · b5 negres peó · e5 negres peó · g5 negres dama · h5 negres peó · b4 blanques peó · e4 blanques peó · f4 negres cavall · h4 blanques peó · f3 blanques peó · g3 blanques peó · e2 negres torre · h1 blanques rei | c8 blanques dama · f7 blanques torre · g7 negres peó · h7 negres rei · b5 negres peó · e5 negres peó · g5 negres dama · h5 negres peó · b4 blanques peó · e4 blanques peó · f4 negres cavall · h4 blanques peó · f3 blanques peó · g3 blanques peó · e2 negres torre · h1 blanques rei | c8 blanques dama · f7 blanques torre · g7 negres peó · h7 negres rei · b5 negres peó · e5 negres peó · g5 negres dama · h5 negres peó · b4 blanques peó · e4 blanques peó · f4 negres cavall · h4 blanques peó · f3 blanques peó · g3 blanques peó · e2 negres torre · h1 blanques rei | c8 blanques dama · f7 blanques torre · g7 negres peó · h7 negres rei · b5 negres peó · e5 negres peó · g5 negres dama · h5 negres peó · b4 blanques peó · e4 blanques peó · f4 negres cavall · h4 blanques peó · f3 blanques peó · g3 blanques peó · e2 negres torre · h1 blanques rei | c8 blanques dama · f7 blanques torre · g7 negres peó · h7 negres rei · b5 negres peó · e5 negres peó · g5 negres dama · h5 negres peó · b4 blanques peó · e4 blanques peó · f4 negres cavall · h4 blanques peó · f3 blanques peó · g3 blanques peó · e2 negres torre · h1 blanques rei | c8 blanques dama · f7 blanques torre · g7 negres peó · h7 negres rei · b5 negres peó · e5 negres peó · g5 negres dama · h5 negres peó · b4 blanques peó · e4 blanques peó · f4 negres cavall · h4 blanques peó · f3 blanques peó · g3 blanques peó · e2 negres torre · h1 blanques rei | c8 blanques dama · f7 blanques torre · g7 negres peó · h7 negres rei · b5 negres peó · e5 negres peó · g5 negres dama · h5 negres peó · b4 blanques peó · e4 blanques peó · f4 negres cavall · h4 blanques peó · f3 blanques peó · g3 blanques peó · e2 negres torre · h1 blanques rei | c8 blanques dama · f7 blanques torre · g7 negres peó · h7 negres rei · b5 negres peó · e5 negres peó · g5 negres dama · h5 negres peó · b4 blanques peó · e4 blanques peó · f4 negres cavall · h4 blanques peó · f3 blanques peó · g3 blanques peó · e2 negres torre · h1 blanques rei | 8 |
| 7 | c8 blanques dama · f7 blanques torre · g7 negres peó · h7 negres rei · b5 negres peó · e5 negres peó · g5 negres dama · h5 negres peó · b4 blanques peó · e4 blanques peó · f4 negres cavall · h4 blanques peó · f3 blanques peó · g3 blanques peó · e2 negres torre · h1 blanques rei | c8 blanques dama · f7 blanques torre · g7 negres peó · h7 negres rei · b5 negres peó · e5 negres peó · g5 negres dama · h5 negres peó · b4 blanques peó · e4 blanques peó · f4 negres cavall · h4 blanques peó · f3 blanques peó · g3 blanques peó · e2 negres torre · h1 blanques rei | c8 blanques dama · f7 blanques torre · g7 negres peó · h7 negres rei · b5 negres peó · e5 negres peó · g5 negres dama · h5 negres peó · b4 blanques peó · e4 blanques peó · f4 negres cavall · h4 blanques peó · f3 blanques peó · g3 blanques peó · e2 negres torre · h1 blanques rei | c8 blanques dama · f7 blanques torre · g7 negres peó · h7 negres rei · b5 negres peó · e5 negres peó · g5 negres dama · h5 negres peó · b4 blanques peó · e4 blanques peó · f4 negres cavall · h4 blanques peó · f3 blanques peó · g3 blanques peó · e2 negres torre · h1 blanques rei | c8 blanques dama · f7 blanques torre · g7 negres peó · h7 negres rei · b5 negres peó · e5 negres peó · g5 negres dama · h5 negres peó · b4 blanques peó · e4 blanques peó · f4 negres cavall · h4 blanques peó · f3 blanques peó · g3 blanques peó · e2 negres torre · h1 blanques rei | c8 blanques dama · f7 blanques torre · g7 negres peó · h7 negres rei · b5 negres peó · e5 negres peó · g5 negres dama · h5 negres peó · b4 blanques peó · e4 blanques peó · f4 negres cavall · h4 blanques peó · f3 blanques peó · g3 blanques peó · e2 negres torre · h1 blanques rei | c8 blanques dama · f7 blanques torre · g7 negres peó · h7 negres rei · b5 negres peó · e5 negres peó · g5 negres dama · h5 negres peó · b4 blanques peó · e4 blanques peó · f4 negres cavall · h4 blanques peó · f3 blanques peó · g3 blanques peó · e2 negres torre · h1 blanques rei | c8 blanques dama · f7 blanques torre · g7 negres peó · h7 negres rei · b5 negres peó · e5 negres peó · g5 negres dama · h5 negres peó · b4 blanques peó · e4 blanques peó · f4 negres cavall · h4 blanques peó · f3 blanques peó · g3 blanques peó · e2 negres torre · h1 blanques rei | 7 |
| 6 | c8 blanques dama · f7 blanques torre · g7 negres peó · h7 negres rei · b5 negres peó · e5 negres peó · g5 negres dama · h5 negres peó · b4 blanques peó · e4 blanques peó · f4 negres cavall · h4 blanques peó · f3 blanques peó · g3 blanques peó · e2 negres torre · h1 blanques rei | c8 blanques dama · f7 blanques torre · g7 negres peó · h7 negres rei · b5 negres peó · e5 negres peó · g5 negres dama · h5 negres peó · b4 blanques peó · e4 blanques peó · f4 negres cavall · h4 blanques peó · f3 blanques peó · g3 blanques peó · e2 negres torre · h1 blanques rei | c8 blanques dama · f7 blanques torre · g7 negres peó · h7 negres rei · b5 negres peó · e5 negres peó · g5 negres dama · h5 negres peó · b4 blanques peó · e4 blanques peó · f4 negres cavall · h4 blanques peó · f3 blanques peó · g3 blanques peó · e2 negres torre · h1 blanques rei | c8 blanques dama · f7 blanques torre · g7 negres peó · h7 negres rei · b5 negres peó · e5 negres peó · g5 negres dama · h5 negres peó · b4 blanques peó · e4 blanques peó · f4 negres cavall · h4 blanques peó · f3 blanques peó · g3 blanques peó · e2 negres torre · h1 blanques rei | c8 blanques dama · f7 blanques torre · g7 negres peó · h7 negres rei · b5 negres peó · e5 negres peó · g5 negres dama · h5 negres peó · b4 blanques peó · e4 blanques peó · f4 negres cavall · h4 blanques peó · f3 blanques peó · g3 blanques peó · e2 negres torre · h1 blanques rei | c8 blanques dama · f7 blanques torre · g7 negres peó · h7 negres rei · b5 negres peó · e5 negres peó · g5 negres dama · h5 negres peó · b4 blanques peó · e4 blanques peó · f4 negres cavall · h4 blanques peó · f3 blanques peó · g3 blanques peó · e2 negres torre · h1 blanques rei | c8 blanques dama · f7 blanques torre · g7 negres peó · h7 negres rei · b5 negres peó · e5 negres peó · g5 negres dama · h5 negres peó · b4 blanques peó · e4 blanques peó · f4 negres cavall · h4 blanques peó · f3 blanques peó · g3 blanques peó · e2 negres torre · h1 blanques rei | c8 blanques dama · f7 blanques torre · g7 negres peó · h7 negres rei · b5 negres peó · e5 negres peó · g5 negres dama · h5 negres peó · b4 blanques peó · e4 blanques peó · f4 negres cavall · h4 blanques peó · f3 blanques peó · g3 blanques peó · e2 negres torre · h1 blanques rei | 6 |
| 5 | c8 blanques dama · f7 blanques torre · g7 negres peó · h7 negres rei · b5 negres peó · e5 negres peó · g5 negres dama · h5 negres peó · b4 blanques peó · e4 blanques peó · f4 negres cavall · h4 blanques peó · f3 blanques peó · g3 blanques peó · e2 negres torre · h1 blanques rei | c8 blanques dama · f7 blanques torre · g7 negres peó · h7 negres rei · b5 negres peó · e5 negres peó · g5 negres dama · h5 negres peó · b4 blanques peó · e4 blanques peó · f4 negres cavall · h4 blanques peó · f3 blanques peó · g3 blanques peó · e2 negres torre · h1 blanques rei | c8 blanques dama · f7 blanques torre · g7 negres peó · h7 negres rei · b5 negres peó · e5 negres peó · g5 negres dama · h5 negres peó · b4 blanques peó · e4 blanques peó · f4 negres cavall · h4 blanques peó · f3 blanques peó · g3 blanques peó · e2 negres torre · h1 blanques rei | c8 blanques dama · f7 blanques torre · g7 negres peó · h7 negres rei · b5 negres peó · e5 negres peó · g5 negres dama · h5 negres peó · b4 blanques peó · e4 blanques peó · f4 negres cavall · h4 blanques peó · f3 blanques peó · g3 blanques peó · e2 negres torre · h1 blanques rei | c8 blanques dama · f7 blanques torre · g7 negres peó · h7 negres rei · b5 negres peó · e5 negres peó · g5 negres dama · h5 negres peó · b4 blanques peó · e4 blanques peó · f4 negres cavall · h4 blanques peó · f3 blanques peó · g3 blanques peó · e2 negres torre · h1 blanques rei | c8 blanques dama · f7 blanques torre · g7 negres peó · h7 negres rei · b5 negres peó · e5 negres peó · g5 negres dama · h5 negres peó · b4 blanques peó · e4 blanques peó · f4 negres cavall · h4 blanques peó · f3 blanques peó · g3 blanques peó · e2 negres torre · h1 blanques rei | c8 blanques dama · f7 blanques torre · g7 negres peó · h7 negres rei · b5 negres peó · e5 negres peó · g5 negres dama · h5 negres peó · b4 blanques peó · e4 blanques peó · f4 negres cavall · h4 blanques peó · f3 blanques peó · g3 blanques peó · e2 negres torre · h1 blanques rei | c8 blanques dama · f7 blanques torre · g7 negres peó · h7 negres rei · b5 negres peó · e5 negres peó · g5 negres dama · h5 negres peó · b4 blanques peó · e4 blanques peó · f4 negres cavall · h4 blanques peó · f3 blanques peó · g3 blanques peó · e2 negres torre · h1 blanques rei | 5 |
| 4 | c8 blanques dama · f7 blanques torre · g7 negres peó · h7 negres rei · b5 negres peó · e5 negres peó · g5 negres dama · h5 negres peó · b4 blanques peó · e4 blanques peó · f4 negres cavall · h4 blanques peó · f3 blanques peó · g3 blanques peó · e2 negres torre · h1 blanques rei | c8 blanques dama · f7 blanques torre · g7 negres peó · h7 negres rei · b5 negres peó · e5 negres peó · g5 negres dama · h5 negres peó · b4 blanques peó · e4 blanques peó · f4 negres cavall · h4 blanques peó · f3 blanques peó · g3 blanques peó · e2 negres torre · h1 blanques rei | c8 blanques dama · f7 blanques torre · g7 negres peó · h7 negres rei · b5 negres peó · e5 negres peó · g5 negres dama · h5 negres peó · b4 blanques peó · e4 blanques peó · f4 negres cavall · h4 blanques peó · f3 blanques peó · g3 blanques peó · e2 negres torre · h1 blanques rei | c8 blanques dama · f7 blanques torre · g7 negres peó · h7 negres rei · b5 negres peó · e5 negres peó · g5 negres dama · h5 negres peó · b4 blanques peó · e4 blanques peó · f4 negres cavall · h4 blanques peó · f3 blanques peó · g3 blanques peó · e2 negres torre · h1 blanques rei | c8 blanques dama · f7 blanques torre · g7 negres peó · h7 negres rei · b5 negres peó · e5 negres peó · g5 negres dama · h5 negres peó · b4 blanques peó · e4 blanques peó · f4 negres cavall · h4 blanques peó · f3 blanques peó · g3 blanques peó · e2 negres torre · h1 blanques rei | c8 blanques dama · f7 blanques torre · g7 negres peó · h7 negres rei · b5 negres peó · e5 negres peó · g5 negres dama · h5 negres peó · b4 blanques peó · e4 blanques peó · f4 negres cavall · h4 blanques peó · f3 blanques peó · g3 blanques peó · e2 negres torre · h1 blanques rei | c8 blanques dama · f7 blanques torre · g7 negres peó · h7 negres rei · b5 negres peó · e5 negres peó · g5 negres dama · h5 negres peó · b4 blanques peó · e4 blanques peó · f4 negres cavall · h4 blanques peó · f3 blanques peó · g3 blanques peó · e2 negres torre · h1 blanques rei | c8 blanques dama · f7 blanques torre · g7 negres peó · h7 negres rei · b5 negres peó · e5 negres peó · g5 negres dama · h5 negres peó · b4 blanques peó · e4 blanques peó · f4 negres cavall · h4 blanques peó · f3 blanques peó · g3 blanques peó · e2 negres torre · h1 blanques rei | 4 |
| 3 | c8 blanques dama · f7 blanques torre · g7 negres peó · h7 negres rei · b5 negres peó · e5 negres peó · g5 negres dama · h5 negres peó · b4 blanques peó · e4 blanques peó · f4 negres cavall · h4 blanques peó · f3 blanques peó · g3 blanques peó · e2 negres torre · h1 blanques rei | c8 blanques dama · f7 blanques torre · g7 negres peó · h7 negres rei · b5 negres peó · e5 negres peó · g5 negres dama · h5 negres peó · b4 blanques peó · e4 blanques peó · f4 negres cavall · h4 blanques peó · f3 blanques peó · g3 blanques peó · e2 negres torre · h1 blanques rei | c8 blanques dama · f7 blanques torre · g7 negres peó · h7 negres rei · b5 negres peó · e5 negres peó · g5 negres dama · h5 negres peó · b4 blanques peó · e4 blanques peó · f4 negres cavall · h4 blanques peó · f3 blanques peó · g3 blanques peó · e2 negres torre · h1 blanques rei | c8 blanques dama · f7 blanques torre · g7 negres peó · h7 negres rei · b5 negres peó · e5 negres peó · g5 negres dama · h5 negres peó · b4 blanques peó · e4 blanques peó · f4 negres cavall · h4 blanques peó · f3 blanques peó · g3 blanques peó · e2 negres torre · h1 blanques rei | c8 blanques dama · f7 blanques torre · g7 negres peó · h7 negres rei · b5 negres peó · e5 negres peó · g5 negres dama · h5 negres peó · b4 blanques peó · e4 blanques peó · f4 negres cavall · h4 blanques peó · f3 blanques peó · g3 blanques peó · e2 negres torre · h1 blanques rei | c8 blanques dama · f7 blanques torre · g7 negres peó · h7 negres rei · b5 negres peó · e5 negres peó · g5 negres dama · h5 negres peó · b4 blanques peó · e4 blanques peó · f4 negres cavall · h4 blanques peó · f3 blanques peó · g3 blanques peó · e2 negres torre · h1 blanques rei | c8 blanques dama · f7 blanques torre · g7 negres peó · h7 negres rei · b5 negres peó · e5 negres peó · g5 negres dama · h5 negres peó · b4 blanques peó · e4 blanques peó · f4 negres cavall · h4 blanques peó · f3 blanques peó · g3 blanques peó · e2 negres torre · h1 blanques rei | c8 blanques dama · f7 blanques torre · g7 negres peó · h7 negres rei · b5 negres peó · e5 negres peó · g5 negres dama · h5 negres peó · b4 blanques peó · e4 blanques peó · f4 negres cavall · h4 blanques peó · f3 blanques peó · g3 blanques peó · e2 negres torre · h1 blanques rei | 3 |
| 2 | c8 blanques dama · f7 blanques torre · g7 negres peó · h7 negres rei · b5 negres peó · e5 negres peó · g5 negres dama · h5 negres peó · b4 blanques peó · e4 blanques peó · f4 negres cavall · h4 blanques peó · f3 blanques peó · g3 blanques peó · e2 negres torre · h1 blanques rei | c8 blanques dama · f7 blanques torre · g7 negres peó · h7 negres rei · b5 negres peó · e5 negres peó · g5 negres dama · h5 negres peó · b4 blanques peó · e4 blanques peó · f4 negres cavall · h4 blanques peó · f3 blanques peó · g3 blanques peó · e2 negres torre · h1 blanques rei | c8 blanques dama · f7 blanques torre · g7 negres peó · h7 negres rei · b5 negres peó · e5 negres peó · g5 negres dama · h5 negres peó · b4 blanques peó · e4 blanques peó · f4 negres cavall · h4 blanques peó · f3 blanques peó · g3 blanques peó · e2 negres torre · h1 blanques rei | c8 blanques dama · f7 blanques torre · g7 negres peó · h7 negres rei · b5 negres peó · e5 negres peó · g5 negres dama · h5 negres peó · b4 blanques peó · e4 blanques peó · f4 negres cavall · h4 blanques peó · f3 blanques peó · g3 blanques peó · e2 negres torre · h1 blanques rei | c8 blanques dama · f7 blanques torre · g7 negres peó · h7 negres rei · b5 negres peó · e5 negres peó · g5 negres dama · h5 negres peó · b4 blanques peó · e4 blanques peó · f4 negres cavall · h4 blanques peó · f3 blanques peó · g3 blanques peó · e2 negres torre · h1 blanques rei | c8 blanques dama · f7 blanques torre · g7 negres peó · h7 negres rei · b5 negres peó · e5 negres peó · g5 negres dama · h5 negres peó · b4 blanques peó · e4 blanques peó · f4 negres cavall · h4 blanques peó · f3 blanques peó · g3 blanques peó · e2 negres torre · h1 blanques rei | c8 blanques dama · f7 blanques torre · g7 negres peó · h7 negres rei · b5 negres peó · e5 negres peó · g5 negres dama · h5 negres peó · b4 blanques peó · e4 blanques peó · f4 negres cavall · h4 blanques peó · f3 blanques peó · g3 blanques peó · e2 negres torre · h1 blanques rei | c8 blanques dama · f7 blanques torre · g7 negres peó · h7 negres rei · b5 negres peó · e5 negres peó · g5 negres dama · h5 negres peó · b4 blanques peó · e4 blanques peó · f4 negres cavall · h4 blanques peó · f3 blanques peó · g3 blanques peó · e2 negres torre · h1 blanques rei | 2 |
| 1 | c8 blanques dama · f7 blanques torre · g7 negres peó · h7 negres rei · b5 negres peó · e5 negres peó · g5 negres dama · h5 negres peó · b4 blanques peó · e4 blanques peó · f4 negres cavall · h4 blanques peó · f3 blanques peó · g3 blanques peó · e2 negres torre · h1 blanques rei | c8 blanques dama · f7 blanques torre · g7 negres peó · h7 negres rei · b5 negres peó · e5 negres peó · g5 negres dama · h5 negres peó · b4 blanques peó · e4 blanques peó · f4 negres cavall · h4 blanques peó · f3 blanques peó · g3 blanques peó · e2 negres torre · h1 blanques rei | c8 blanques dama · f7 blanques torre · g7 negres peó · h7 negres rei · b5 negres peó · e5 negres peó · g5 negres dama · h5 negres peó · b4 blanques peó · e4 blanques peó · f4 negres cavall · h4 blanques peó · f3 blanques peó · g3 blanques peó · e2 negres torre · h1 blanques rei | c8 blanques dama · f7 blanques torre · g7 negres peó · h7 negres rei · b5 negres peó · e5 negres peó · g5 negres dama · h5 negres peó · b4 blanques peó · e4 blanques peó · f4 negres cavall · h4 blanques peó · f3 blanques peó · g3 blanques peó · e2 negres torre · h1 blanques rei | c8 blanques dama · f7 blanques torre · g7 negres peó · h7 negres rei · b5 negres peó · e5 negres peó · g5 negres dama · h5 negres peó · b4 blanques peó · e4 blanques peó · f4 negres cavall · h4 blanques peó · f3 blanques peó · g3 blanques peó · e2 negres torre · h1 blanques rei | c8 blanques dama · f7 blanques torre · g7 negres peó · h7 negres rei · b5 negres peó · e5 negres peó · g5 negres dama · h5 negres peó · b4 blanques peó · e4 blanques peó · f4 negres cavall · h4 blanques peó · f3 blanques peó · g3 blanques peó · e2 negres torre · h1 blanques rei | c8 blanques dama · f7 blanques torre · g7 negres peó · h7 negres rei · b5 negres peó · e5 negres peó · g5 negres dama · h5 negres peó · b4 blanques peó · e4 blanques peó · f4 negres cavall · h4 blanques peó · f3 blanques peó · g3 blanques peó · e2 negres torre · h1 blanques rei | c8 blanques dama · f7 blanques torre · g7 negres peó · h7 negres rei · b5 negres peó · e5 negres peó · g5 negres dama · h5 negres peó · b4 blanques peó · e4 blanques peó · f4 negres cavall · h4 blanques peó · f3 blanques peó · g3 blanques peó · e2 negres torre · h1 blanques rei | 1 |
|   | a | b | c | d | e | f | g | h |   |

El negre va jugar 1...Dxg3 permetent que el blanc empatés amb 2. Dg8+! Rxg8 (forçat per escapar del mat) Txg7+!. Les blanques només han de fer escac al rei amb la torre a la setena columna per fer taules, ja que si el rei la captura seria ofegat.

### Sacrifici no forçat
|   | a | b | c | d | e | f | g | h |   |
| 8 | a8 negres torre · c8 negres alfil · d8 negres dama · f8 negres torre · g8 negres rei · b7 negres peó · d7 negres cavall · e7 negres alfil · f7 negres peó · g7 negres peó · d6 negres peó · e6 negres peó · f6 negres cavall · h6 negres peó · a5 negres peó · b5 blanques peó · g5 blanques cavall · c4 blanques peó · h4 blanques peó · a3 blanques peó · c3 blanques cavall · e3 blanques peó · b2 blanques alfil · c2 blanques dama · e2 blanques alfil · f2 blanques peó · g2 blanques peó · a1 blanques torre · e1 blanques rei · h1 blanques torre | a8 negres torre · c8 negres alfil · d8 negres dama · f8 negres torre · g8 negres rei · b7 negres peó · d7 negres cavall · e7 negres alfil · f7 negres peó · g7 negres peó · d6 negres peó · e6 negres peó · f6 negres cavall · h6 negres peó · a5 negres peó · b5 blanques peó · g5 blanques cavall · c4 blanques peó · h4 blanques peó · a3 blanques peó · c3 blanques cavall · e3 blanques peó · b2 blanques alfil · c2 blanques dama · e2 blanques alfil · f2 blanques peó · g2 blanques peó · a1 blanques torre · e1 blanques rei · h1 blanques torre | a8 negres torre · c8 negres alfil · d8 negres dama · f8 negres torre · g8 negres rei · b7 negres peó · d7 negres cavall · e7 negres alfil · f7 negres peó · g7 negres peó · d6 negres peó · e6 negres peó · f6 negres cavall · h6 negres peó · a5 negres peó · b5 blanques peó · g5 blanques cavall · c4 blanques peó · h4 blanques peó · a3 blanques peó · c3 blanques cavall · e3 blanques peó · b2 blanques alfil · c2 blanques dama · e2 blanques alfil · f2 blanques peó · g2 blanques peó · a1 blanques torre · e1 blanques rei · h1 blanques torre | a8 negres torre · c8 negres alfil · d8 negres dama · f8 negres torre · g8 negres rei · b7 negres peó · d7 negres cavall · e7 negres alfil · f7 negres peó · g7 negres peó · d6 negres peó · e6 negres peó · f6 negres cavall · h6 negres peó · a5 negres peó · b5 blanques peó · g5 blanques cavall · c4 blanques peó · h4 blanques peó · a3 blanques peó · c3 blanques cavall · e3 blanques peó · b2 blanques alfil · c2 blanques dama · e2 blanques alfil · f2 blanques peó · g2 blanques peó · a1 blanques torre · e1 blanques rei · h1 blanques torre | a8 negres torre · c8 negres alfil · d8 negres dama · f8 negres torre · g8 negres rei · b7 negres peó · d7 negres cavall · e7 negres alfil · f7 negres peó · g7 negres peó · d6 negres peó · e6 negres peó · f6 negres cavall · h6 negres peó · a5 negres peó · b5 blanques peó · g5 blanques cavall · c4 blanques peó · h4 blanques peó · a3 blanques peó · c3 blanques cavall · e3 blanques peó · b2 blanques alfil · c2 blanques dama · e2 blanques alfil · f2 blanques peó · g2 blanques peó · a1 blanques torre · e1 blanques rei · h1 blanques torre | a8 negres torre · c8 negres alfil · d8 negres dama · f8 negres torre · g8 negres rei · b7 negres peó · d7 negres cavall · e7 negres alfil · f7 negres peó · g7 negres peó · d6 negres peó · e6 negres peó · f6 negres cavall · h6 negres peó · a5 negres peó · b5 blanques peó · g5 blanques cavall · c4 blanques peó · h4 blanques peó · a3 blanques peó · c3 blanques cavall · e3 blanques peó · b2 blanques alfil · c2 blanques dama · e2 blanques alfil · f2 blanques peó · g2 blanques peó · a1 blanques torre · e1 blanques rei · h1 blanques torre | a8 negres torre · c8 negres alfil · d8 negres dama · f8 negres torre · g8 negres rei · b7 negres peó · d7 negres cavall · e7 negres alfil · f7 negres peó · g7 negres peó · d6 negres peó · e6 negres peó · f6 negres cavall · h6 negres peó · a5 negres peó · b5 blanques peó · g5 blanques cavall · c4 blanques peó · h4 blanques peó · a3 blanques peó · c3 blanques cavall · e3 blanques peó · b2 blanques alfil · c2 blanques dama · e2 blanques alfil · f2 blanques peó · g2 blanques peó · a1 blanques torre · e1 blanques rei · h1 blanques torre | a8 negres torre · c8 negres alfil · d8 negres dama · f8 negres torre · g8 negres rei · b7 negres peó · d7 negres cavall · e7 negres alfil · f7 negres peó · g7 negres peó · d6 negres peó · e6 negres peó · f6 negres cavall · h6 negres peó · a5 negres peó · b5 blanques peó · g5 blanques cavall · c4 blanques peó · h4 blanques peó · a3 blanques peó · c3 blanques cavall · e3 blanques peó · b2 blanques alfil · c2 blanques dama · e2 blanques alfil · f2 blanques peó · g2 blanques peó · a1 blanques torre · e1 blanques rei · h1 blanques torre | 8 |
| 7 | a8 negres torre · c8 negres alfil · d8 negres dama · f8 negres torre · g8 negres rei · b7 negres peó · d7 negres cavall · e7 negres alfil · f7 negres peó · g7 negres peó · d6 negres peó · e6 negres peó · f6 negres cavall · h6 negres peó · a5 negres peó · b5 blanques peó · g5 blanques cavall · c4 blanques peó · h4 blanques peó · a3 blanques peó · c3 blanques cavall · e3 blanques peó · b2 blanques alfil · c2 blanques dama · e2 blanques alfil · f2 blanques peó · g2 blanques peó · a1 blanques torre · e1 blanques rei · h1 blanques torre | a8 negres torre · c8 negres alfil · d8 negres dama · f8 negres torre · g8 negres rei · b7 negres peó · d7 negres cavall · e7 negres alfil · f7 negres peó · g7 negres peó · d6 negres peó · e6 negres peó · f6 negres cavall · h6 negres peó · a5 negres peó · b5 blanques peó · g5 blanques cavall · c4 blanques peó · h4 blanques peó · a3 blanques peó · c3 blanques cavall · e3 blanques peó · b2 blanques alfil · c2 blanques dama · e2 blanques alfil · f2 blanques peó · g2 blanques peó · a1 blanques torre · e1 blanques rei · h1 blanques torre | a8 negres torre · c8 negres alfil · d8 negres dama · f8 negres torre · g8 negres rei · b7 negres peó · d7 negres cavall · e7 negres alfil · f7 negres peó · g7 negres peó · d6 negres peó · e6 negres peó · f6 negres cavall · h6 negres peó · a5 negres peó · b5 blanques peó · g5 blanques cavall · c4 blanques peó · h4 blanques peó · a3 blanques peó · c3 blanques cavall · e3 blanques peó · b2 blanques alfil · c2 blanques dama · e2 blanques alfil · f2 blanques peó · g2 blanques peó · a1 blanques torre · e1 blanques rei · h1 blanques torre | a8 negres torre · c8 negres alfil · d8 negres dama · f8 negres torre · g8 negres rei · b7 negres peó · d7 negres cavall · e7 negres alfil · f7 negres peó · g7 negres peó · d6 negres peó · e6 negres peó · f6 negres cavall · h6 negres peó · a5 negres peó · b5 blanques peó · g5 blanques cavall · c4 blanques peó · h4 blanques peó · a3 blanques peó · c3 blanques cavall · e3 blanques peó · b2 blanques alfil · c2 blanques dama · e2 blanques alfil · f2 blanques peó · g2 blanques peó · a1 blanques torre · e1 blanques rei · h1 blanques torre | a8 negres torre · c8 negres alfil · d8 negres dama · f8 negres torre · g8 negres rei · b7 negres peó · d7 negres cavall · e7 negres alfil · f7 negres peó · g7 negres peó · d6 negres peó · e6 negres peó · f6 negres cavall · h6 negres peó · a5 negres peó · b5 blanques peó · g5 blanques cavall · c4 blanques peó · h4 blanques peó · a3 blanques peó · c3 blanques cavall · e3 blanques peó · b2 blanques alfil · c2 blanques dama · e2 blanques alfil · f2 blanques peó · g2 blanques peó · a1 blanques torre · e1 blanques rei · h1 blanques torre | a8 negres torre · c8 negres alfil · d8 negres dama · f8 negres torre · g8 negres rei · b7 negres peó · d7 negres cavall · e7 negres alfil · f7 negres peó · g7 negres peó · d6 negres peó · e6 negres peó · f6 negres cavall · h6 negres peó · a5 negres peó · b5 blanques peó · g5 blanques cavall · c4 blanques peó · h4 blanques peó · a3 blanques peó · c3 blanques cavall · e3 blanques peó · b2 blanques alfil · c2 blanques dama · e2 blanques alfil · f2 blanques peó · g2 blanques peó · a1 blanques torre · e1 blanques rei · h1 blanques torre | a8 negres torre · c8 negres alfil · d8 negres dama · f8 negres torre · g8 negres rei · b7 negres peó · d7 negres cavall · e7 negres alfil · f7 negres peó · g7 negres peó · d6 negres peó · e6 negres peó · f6 negres cavall · h6 negres peó · a5 negres peó · b5 blanques peó · g5 blanques cavall · c4 blanques peó · h4 blanques peó · a3 blanques peó · c3 blanques cavall · e3 blanques peó · b2 blanques alfil · c2 blanques dama · e2 blanques alfil · f2 blanques peó · g2 blanques peó · a1 blanques torre · e1 blanques rei · h1 blanques torre | a8 negres torre · c8 negres alfil · d8 negres dama · f8 negres torre · g8 negres rei · b7 negres peó · d7 negres cavall · e7 negres alfil · f7 negres peó · g7 negres peó · d6 negres peó · e6 negres peó · f6 negres cavall · h6 negres peó · a5 negres peó · b5 blanques peó · g5 blanques cavall · c4 blanques peó · h4 blanques peó · a3 blanques peó · c3 blanques cavall · e3 blanques peó · b2 blanques alfil · c2 blanques dama · e2 blanques alfil · f2 blanques peó · g2 blanques peó · a1 blanques torre · e1 blanques rei · h1 blanques torre | 7 |
| 6 | a8 negres torre · c8 negres alfil · d8 negres dama · f8 negres torre · g8 negres rei · b7 negres peó · d7 negres cavall · e7 negres alfil · f7 negres peó · g7 negres peó · d6 negres peó · e6 negres peó · f6 negres cavall · h6 negres peó · a5 negres peó · b5 blanques peó · g5 blanques cavall · c4 blanques peó · h4 blanques peó · a3 blanques peó · c3 blanques cavall · e3 blanques peó · b2 blanques alfil · c2 blanques dama · e2 blanques alfil · f2 blanques peó · g2 blanques peó · a1 blanques torre · e1 blanques rei · h1 blanques torre | a8 negres torre · c8 negres alfil · d8 negres dama · f8 negres torre · g8 negres rei · b7 negres peó · d7 negres cavall · e7 negres alfil · f7 negres peó · g7 negres peó · d6 negres peó · e6 negres peó · f6 negres cavall · h6 negres peó · a5 negres peó · b5 blanques peó · g5 blanques cavall · c4 blanques peó · h4 blanques peó · a3 blanques peó · c3 blanques cavall · e3 blanques peó · b2 blanques alfil · c2 blanques dama · e2 blanques alfil · f2 blanques peó · g2 blanques peó · a1 blanques torre · e1 blanques rei · h1 blanques torre | a8 negres torre · c8 negres alfil · d8 negres dama · f8 negres torre · g8 negres rei · b7 negres peó · d7 negres cavall · e7 negres alfil · f7 negres peó · g7 negres peó · d6 negres peó · e6 negres peó · f6 negres cavall · h6 negres peó · a5 negres peó · b5 blanques peó · g5 blanques cavall · c4 blanques peó · h4 blanques peó · a3 blanques peó · c3 blanques cavall · e3 blanques peó · b2 blanques alfil · c2 blanques dama · e2 blanques alfil · f2 blanques peó · g2 blanques peó · a1 blanques torre · e1 blanques rei · h1 blanques torre | a8 negres torre · c8 negres alfil · d8 negres dama · f8 negres torre · g8 negres rei · b7 negres peó · d7 negres cavall · e7 negres alfil · f7 negres peó · g7 negres peó · d6 negres peó · e6 negres peó · f6 negres cavall · h6 negres peó · a5 negres peó · b5 blanques peó · g5 blanques cavall · c4 blanques peó · h4 blanques peó · a3 blanques peó · c3 blanques cavall · e3 blanques peó · b2 blanques alfil · c2 blanques dama · e2 blanques alfil · f2 blanques peó · g2 blanques peó · a1 blanques torre · e1 blanques rei · h1 blanques torre | a8 negres torre · c8 negres alfil · d8 negres dama · f8 negres torre · g8 negres rei · b7 negres peó · d7 negres cavall · e7 negres alfil · f7 negres peó · g7 negres peó · d6 negres peó · e6 negres peó · f6 negres cavall · h6 negres peó · a5 negres peó · b5 blanques peó · g5 blanques cavall · c4 blanques peó · h4 blanques peó · a3 blanques peó · c3 blanques cavall · e3 blanques peó · b2 blanques alfil · c2 blanques dama · e2 blanques alfil · f2 blanques peó · g2 blanques peó · a1 blanques torre · e1 blanques rei · h1 blanques torre | a8 negres torre · c8 negres alfil · d8 negres dama · f8 negres torre · g8 negres rei · b7 negres peó · d7 negres cavall · e7 negres alfil · f7 negres peó · g7 negres peó · d6 negres peó · e6 negres peó · f6 negres cavall · h6 negres peó · a5 negres peó · b5 blanques peó · g5 blanques cavall · c4 blanques peó · h4 blanques peó · a3 blanques peó · c3 blanques cavall · e3 blanques peó · b2 blanques alfil · c2 blanques dama · e2 blanques alfil · f2 blanques peó · g2 blanques peó · a1 blanques torre · e1 blanques rei · h1 blanques torre | a8 negres torre · c8 negres alfil · d8 negres dama · f8 negres torre · g8 negres rei · b7 negres peó · d7 negres cavall · e7 negres alfil · f7 negres peó · g7 negres peó · d6 negres peó · e6 negres peó · f6 negres cavall · h6 negres peó · a5 negres peó · b5 blanques peó · g5 blanques cavall · c4 blanques peó · h4 blanques peó · a3 blanques peó · c3 blanques cavall · e3 blanques peó · b2 blanques alfil · c2 blanques dama · e2 blanques alfil · f2 blanques peó · g2 blanques peó · a1 blanques torre · e1 blanques rei · h1 blanques torre | a8 negres torre · c8 negres alfil · d8 negres dama · f8 negres torre · g8 negres rei · b7 negres peó · d7 negres cavall · e7 negres alfil · f7 negres peó · g7 negres peó · d6 negres peó · e6 negres peó · f6 negres cavall · h6 negres peó · a5 negres peó · b5 blanques peó · g5 blanques cavall · c4 blanques peó · h4 blanques peó · a3 blanques peó · c3 blanques cavall · e3 blanques peó · b2 blanques alfil · c2 blanques dama · e2 blanques alfil · f2 blanques peó · g2 blanques peó · a1 blanques torre · e1 blanques rei · h1 blanques torre | 6 |
| 5 | a8 negres torre · c8 negres alfil · d8 negres dama · f8 negres torre · g8 negres rei · b7 negres peó · d7 negres cavall · e7 negres alfil · f7 negres peó · g7 negres peó · d6 negres peó · e6 negres peó · f6 negres cavall · h6 negres peó · a5 negres peó · b5 blanques peó · g5 blanques cavall · c4 blanques peó · h4 blanques peó · a3 blanques peó · c3 blanques cavall · e3 blanques peó · b2 blanques alfil · c2 blanques dama · e2 blanques alfil · f2 blanques peó · g2 blanques peó · a1 blanques torre · e1 blanques rei · h1 blanques torre | a8 negres torre · c8 negres alfil · d8 negres dama · f8 negres torre · g8 negres rei · b7 negres peó · d7 negres cavall · e7 negres alfil · f7 negres peó · g7 negres peó · d6 negres peó · e6 negres peó · f6 negres cavall · h6 negres peó · a5 negres peó · b5 blanques peó · g5 blanques cavall · c4 blanques peó · h4 blanques peó · a3 blanques peó · c3 blanques cavall · e3 blanques peó · b2 blanques alfil · c2 blanques dama · e2 blanques alfil · f2 blanques peó · g2 blanques peó · a1 blanques torre · e1 blanques rei · h1 blanques torre | a8 negres torre · c8 negres alfil · d8 negres dama · f8 negres torre · g8 negres rei · b7 negres peó · d7 negres cavall · e7 negres alfil · f7 negres peó · g7 negres peó · d6 negres peó · e6 negres peó · f6 negres cavall · h6 negres peó · a5 negres peó · b5 blanques peó · g5 blanques cavall · c4 blanques peó · h4 blanques peó · a3 blanques peó · c3 blanques cavall · e3 blanques peó · b2 blanques alfil · c2 blanques dama · e2 blanques alfil · f2 blanques peó · g2 blanques peó · a1 blanques torre · e1 blanques rei · h1 blanques torre | a8 negres torre · c8 negres alfil · d8 negres dama · f8 negres torre · g8 negres rei · b7 negres peó · d7 negres cavall · e7 negres alfil · f7 negres peó · g7 negres peó · d6 negres peó · e6 negres peó · f6 negres cavall · h6 negres peó · a5 negres peó · b5 blanques peó · g5 blanques cavall · c4 blanques peó · h4 blanques peó · a3 blanques peó · c3 blanques cavall · e3 blanques peó · b2 blanques alfil · c2 blanques dama · e2 blanques alfil · f2 blanques peó · g2 blanques peó · a1 blanques torre · e1 blanques rei · h1 blanques torre | a8 negres torre · c8 negres alfil · d8 negres dama · f8 negres torre · g8 negres rei · b7 negres peó · d7 negres cavall · e7 negres alfil · f7 negres peó · g7 negres peó · d6 negres peó · e6 negres peó · f6 negres cavall · h6 negres peó · a5 negres peó · b5 blanques peó · g5 blanques cavall · c4 blanques peó · h4 blanques peó · a3 blanques peó · c3 blanques cavall · e3 blanques peó · b2 blanques alfil · c2 blanques dama · e2 blanques alfil · f2 blanques peó · g2 blanques peó · a1 blanques torre · e1 blanques rei · h1 blanques torre | a8 negres torre · c8 negres alfil · d8 negres dama · f8 negres torre · g8 negres rei · b7 negres peó · d7 negres cavall · e7 negres alfil · f7 negres peó · g7 negres peó · d6 negres peó · e6 negres peó · f6 negres cavall · h6 negres peó · a5 negres peó · b5 blanques peó · g5 blanques cavall · c4 blanques peó · h4 blanques peó · a3 blanques peó · c3 blanques cavall · e3 blanques peó · b2 blanques alfil · c2 blanques dama · e2 blanques alfil · f2 blanques peó · g2 blanques peó · a1 blanques torre · e1 blanques rei · h1 blanques torre | a8 negres torre · c8 negres alfil · d8 negres dama · f8 negres torre · g8 negres rei · b7 negres peó · d7 negres cavall · e7 negres alfil · f7 negres peó · g7 negres peó · d6 negres peó · e6 negres peó · f6 negres cavall · h6 negres peó · a5 negres peó · b5 blanques peó · g5 blanques cavall · c4 blanques peó · h4 blanques peó · a3 blanques peó · c3 blanques cavall · e3 blanques peó · b2 blanques alfil · c2 blanques dama · e2 blanques alfil · f2 blanques peó · g2 blanques peó · a1 blanques torre · e1 blanques rei · h1 blanques torre | a8 negres torre · c8 negres alfil · d8 negres dama · f8 negres torre · g8 negres rei · b7 negres peó · d7 negres cavall · e7 negres alfil · f7 negres peó · g7 negres peó · d6 negres peó · e6 negres peó · f6 negres cavall · h6 negres peó · a5 negres peó · b5 blanques peó · g5 blanques cavall · c4 blanques peó · h4 blanques peó · a3 blanques peó · c3 blanques cavall · e3 blanques peó · b2 blanques alfil · c2 blanques dama · e2 blanques alfil · f2 blanques peó · g2 blanques peó · a1 blanques torre · e1 blanques rei · h1 blanques torre | 5 |
| 4 | a8 negres torre · c8 negres alfil · d8 negres dama · f8 negres torre · g8 negres rei · b7 negres peó · d7 negres cavall · e7 negres alfil · f7 negres peó · g7 negres peó · d6 negres peó · e6 negres peó · f6 negres cavall · h6 negres peó · a5 negres peó · b5 blanques peó · g5 blanques cavall · c4 blanques peó · h4 blanques peó · a3 blanques peó · c3 blanques cavall · e3 blanques peó · b2 blanques alfil · c2 blanques dama · e2 blanques alfil · f2 blanques peó · g2 blanques peó · a1 blanques torre · e1 blanques rei · h1 blanques torre | a8 negres torre · c8 negres alfil · d8 negres dama · f8 negres torre · g8 negres rei · b7 negres peó · d7 negres cavall · e7 negres alfil · f7 negres peó · g7 negres peó · d6 negres peó · e6 negres peó · f6 negres cavall · h6 negres peó · a5 negres peó · b5 blanques peó · g5 blanques cavall · c4 blanques peó · h4 blanques peó · a3 blanques peó · c3 blanques cavall · e3 blanques peó · b2 blanques alfil · c2 blanques dama · e2 blanques alfil · f2 blanques peó · g2 blanques peó · a1 blanques torre · e1 blanques rei · h1 blanques torre | a8 negres torre · c8 negres alfil · d8 negres dama · f8 negres torre · g8 negres rei · b7 negres peó · d7 negres cavall · e7 negres alfil · f7 negres peó · g7 negres peó · d6 negres peó · e6 negres peó · f6 negres cavall · h6 negres peó · a5 negres peó · b5 blanques peó · g5 blanques cavall · c4 blanques peó · h4 blanques peó · a3 blanques peó · c3 blanques cavall · e3 blanques peó · b2 blanques alfil · c2 blanques dama · e2 blanques alfil · f2 blanques peó · g2 blanques peó · a1 blanques torre · e1 blanques rei · h1 blanques torre | a8 negres torre · c8 negres alfil · d8 negres dama · f8 negres torre · g8 negres rei · b7 negres peó · d7 negres cavall · e7 negres alfil · f7 negres peó · g7 negres peó · d6 negres peó · e6 negres peó · f6 negres cavall · h6 negres peó · a5 negres peó · b5 blanques peó · g5 blanques cavall · c4 blanques peó · h4 blanques peó · a3 blanques peó · c3 blanques cavall · e3 blanques peó · b2 blanques alfil · c2 blanques dama · e2 blanques alfil · f2 blanques peó · g2 blanques peó · a1 blanques torre · e1 blanques rei · h1 blanques torre | a8 negres torre · c8 negres alfil · d8 negres dama · f8 negres torre · g8 negres rei · b7 negres peó · d7 negres cavall · e7 negres alfil · f7 negres peó · g7 negres peó · d6 negres peó · e6 negres peó · f6 negres cavall · h6 negres peó · a5 negres peó · b5 blanques peó · g5 blanques cavall · c4 blanques peó · h4 blanques peó · a3 blanques peó · c3 blanques cavall · e3 blanques peó · b2 blanques alfil · c2 blanques dama · e2 blanques alfil · f2 blanques peó · g2 blanques peó · a1 blanques torre · e1 blanques rei · h1 blanques torre | a8 negres torre · c8 negres alfil · d8 negres dama · f8 negres torre · g8 negres rei · b7 negres peó · d7 negres cavall · e7 negres alfil · f7 negres peó · g7 negres peó · d6 negres peó · e6 negres peó · f6 negres cavall · h6 negres peó · a5 negres peó · b5 blanques peó · g5 blanques cavall · c4 blanques peó · h4 blanques peó · a3 blanques peó · c3 blanques cavall · e3 blanques peó · b2 blanques alfil · c2 blanques dama · e2 blanques alfil · f2 blanques peó · g2 blanques peó · a1 blanques torre · e1 blanques rei · h1 blanques torre | a8 negres torre · c8 negres alfil · d8 negres dama · f8 negres torre · g8 negres rei · b7 negres peó · d7 negres cavall · e7 negres alfil · f7 negres peó · g7 negres peó · d6 negres peó · e6 negres peó · f6 negres cavall · h6 negres peó · a5 negres peó · b5 blanques peó · g5 blanques cavall · c4 blanques peó · h4 blanques peó · a3 blanques peó · c3 blanques cavall · e3 blanques peó · b2 blanques alfil · c2 blanques dama · e2 blanques alfil · f2 blanques peó · g2 blanques peó · a1 blanques torre · e1 blanques rei · h1 blanques torre | a8 negres torre · c8 negres alfil · d8 negres dama · f8 negres torre · g8 negres rei · b7 negres peó · d7 negres cavall · e7 negres alfil · f7 negres peó · g7 negres peó · d6 negres peó · e6 negres peó · f6 negres cavall · h6 negres peó · a5 negres peó · b5 blanques peó · g5 blanques cavall · c4 blanques peó · h4 blanques peó · a3 blanques peó · c3 blanques cavall · e3 blanques peó · b2 blanques alfil · c2 blanques dama · e2 blanques alfil · f2 blanques peó · g2 blanques peó · a1 blanques torre · e1 blanques rei · h1 blanques torre | 4 |
| 3 | a8 negres torre · c8 negres alfil · d8 negres dama · f8 negres torre · g8 negres rei · b7 negres peó · d7 negres cavall · e7 negres alfil · f7 negres peó · g7 negres peó · d6 negres peó · e6 negres peó · f6 negres cavall · h6 negres peó · a5 negres peó · b5 blanques peó · g5 blanques cavall · c4 blanques peó · h4 blanques peó · a3 blanques peó · c3 blanques cavall · e3 blanques peó · b2 blanques alfil · c2 blanques dama · e2 blanques alfil · f2 blanques peó · g2 blanques peó · a1 blanques torre · e1 blanques rei · h1 blanques torre | a8 negres torre · c8 negres alfil · d8 negres dama · f8 negres torre · g8 negres rei · b7 negres peó · d7 negres cavall · e7 negres alfil · f7 negres peó · g7 negres peó · d6 negres peó · e6 negres peó · f6 negres cavall · h6 negres peó · a5 negres peó · b5 blanques peó · g5 blanques cavall · c4 blanques peó · h4 blanques peó · a3 blanques peó · c3 blanques cavall · e3 blanques peó · b2 blanques alfil · c2 blanques dama · e2 blanques alfil · f2 blanques peó · g2 blanques peó · a1 blanques torre · e1 blanques rei · h1 blanques torre | a8 negres torre · c8 negres alfil · d8 negres dama · f8 negres torre · g8 negres rei · b7 negres peó · d7 negres cavall · e7 negres alfil · f7 negres peó · g7 negres peó · d6 negres peó · e6 negres peó · f6 negres cavall · h6 negres peó · a5 negres peó · b5 blanques peó · g5 blanques cavall · c4 blanques peó · h4 blanques peó · a3 blanques peó · c3 blanques cavall · e3 blanques peó · b2 blanques alfil · c2 blanques dama · e2 blanques alfil · f2 blanques peó · g2 blanques peó · a1 blanques torre · e1 blanques rei · h1 blanques torre | a8 negres torre · c8 negres alfil · d8 negres dama · f8 negres torre · g8 negres rei · b7 negres peó · d7 negres cavall · e7 negres alfil · f7 negres peó · g7 negres peó · d6 negres peó · e6 negres peó · f6 negres cavall · h6 negres peó · a5 negres peó · b5 blanques peó · g5 blanques cavall · c4 blanques peó · h4 blanques peó · a3 blanques peó · c3 blanques cavall · e3 blanques peó · b2 blanques alfil · c2 blanques dama · e2 blanques alfil · f2 blanques peó · g2 blanques peó · a1 blanques torre · e1 blanques rei · h1 blanques torre | a8 negres torre · c8 negres alfil · d8 negres dama · f8 negres torre · g8 negres rei · b7 negres peó · d7 negres cavall · e7 negres alfil · f7 negres peó · g7 negres peó · d6 negres peó · e6 negres peó · f6 negres cavall · h6 negres peó · a5 negres peó · b5 blanques peó · g5 blanques cavall · c4 blanques peó · h4 blanques peó · a3 blanques peó · c3 blanques cavall · e3 blanques peó · b2 blanques alfil · c2 blanques dama · e2 blanques alfil · f2 blanques peó · g2 blanques peó · a1 blanques torre · e1 blanques rei · h1 blanques torre | a8 negres torre · c8 negres alfil · d8 negres dama · f8 negres torre · g8 negres rei · b7 negres peó · d7 negres cavall · e7 negres alfil · f7 negres peó · g7 negres peó · d6 negres peó · e6 negres peó · f6 negres cavall · h6 negres peó · a5 negres peó · b5 blanques peó · g5 blanques cavall · c4 blanques peó · h4 blanques peó · a3 blanques peó · c3 blanques cavall · e3 blanques peó · b2 blanques alfil · c2 blanques dama · e2 blanques alfil · f2 blanques peó · g2 blanques peó · a1 blanques torre · e1 blanques rei · h1 blanques torre | a8 negres torre · c8 negres alfil · d8 negres dama · f8 negres torre · g8 negres rei · b7 negres peó · d7 negres cavall · e7 negres alfil · f7 negres peó · g7 negres peó · d6 negres peó · e6 negres peó · f6 negres cavall · h6 negres peó · a5 negres peó · b5 blanques peó · g5 blanques cavall · c4 blanques peó · h4 blanques peó · a3 blanques peó · c3 blanques cavall · e3 blanques peó · b2 blanques alfil · c2 blanques dama · e2 blanques alfil · f2 blanques peó · g2 blanques peó · a1 blanques torre · e1 blanques rei · h1 blanques torre | a8 negres torre · c8 negres alfil · d8 negres dama · f8 negres torre · g8 negres rei · b7 negres peó · d7 negres cavall · e7 negres alfil · f7 negres peó · g7 negres peó · d6 negres peó · e6 negres peó · f6 negres cavall · h6 negres peó · a5 negres peó · b5 blanques peó · g5 blanques cavall · c4 blanques peó · h4 blanques peó · a3 blanques peó · c3 blanques cavall · e3 blanques peó · b2 blanques alfil · c2 blanques dama · e2 blanques alfil · f2 blanques peó · g2 blanques peó · a1 blanques torre · e1 blanques rei · h1 blanques torre | 3 |
| 2 | a8 negres torre · c8 negres alfil · d8 negres dama · f8 negres torre · g8 negres rei · b7 negres peó · d7 negres cavall · e7 negres alfil · f7 negres peó · g7 negres peó · d6 negres peó · e6 negres peó · f6 negres cavall · h6 negres peó · a5 negres peó · b5 blanques peó · g5 blanques cavall · c4 blanques peó · h4 blanques peó · a3 blanques peó · c3 blanques cavall · e3 blanques peó · b2 blanques alfil · c2 blanques dama · e2 blanques alfil · f2 blanques peó · g2 blanques peó · a1 blanques torre · e1 blanques rei · h1 blanques torre | a8 negres torre · c8 negres alfil · d8 negres dama · f8 negres torre · g8 negres rei · b7 negres peó · d7 negres cavall · e7 negres alfil · f7 negres peó · g7 negres peó · d6 negres peó · e6 negres peó · f6 negres cavall · h6 negres peó · a5 negres peó · b5 blanques peó · g5 blanques cavall · c4 blanques peó · h4 blanques peó · a3 blanques peó · c3 blanques cavall · e3 blanques peó · b2 blanques alfil · c2 blanques dama · e2 blanques alfil · f2 blanques peó · g2 blanques peó · a1 blanques torre · e1 blanques rei · h1 blanques torre | a8 negres torre · c8 negres alfil · d8 negres dama · f8 negres torre · g8 negres rei · b7 negres peó · d7 negres cavall · e7 negres alfil · f7 negres peó · g7 negres peó · d6 negres peó · e6 negres peó · f6 negres cavall · h6 negres peó · a5 negres peó · b5 blanques peó · g5 blanques cavall · c4 blanques peó · h4 blanques peó · a3 blanques peó · c3 blanques cavall · e3 blanques peó · b2 blanques alfil · c2 blanques dama · e2 blanques alfil · f2 blanques peó · g2 blanques peó · a1 blanques torre · e1 blanques rei · h1 blanques torre | a8 negres torre · c8 negres alfil · d8 negres dama · f8 negres torre · g8 negres rei · b7 negres peó · d7 negres cavall · e7 negres alfil · f7 negres peó · g7 negres peó · d6 negres peó · e6 negres peó · f6 negres cavall · h6 negres peó · a5 negres peó · b5 blanques peó · g5 blanques cavall · c4 blanques peó · h4 blanques peó · a3 blanques peó · c3 blanques cavall · e3 blanques peó · b2 blanques alfil · c2 blanques dama · e2 blanques alfil · f2 blanques peó · g2 blanques peó · a1 blanques torre · e1 blanques rei · h1 blanques torre | a8 negres torre · c8 negres alfil · d8 negres dama · f8 negres torre · g8 negres rei · b7 negres peó · d7 negres cavall · e7 negres alfil · f7 negres peó · g7 negres peó · d6 negres peó · e6 negres peó · f6 negres cavall · h6 negres peó · a5 negres peó · b5 blanques peó · g5 blanques cavall · c4 blanques peó · h4 blanques peó · a3 blanques peó · c3 blanques cavall · e3 blanques peó · b2 blanques alfil · c2 blanques dama · e2 blanques alfil · f2 blanques peó · g2 blanques peó · a1 blanques torre · e1 blanques rei · h1 blanques torre | a8 negres torre · c8 negres alfil · d8 negres dama · f8 negres torre · g8 negres rei · b7 negres peó · d7 negres cavall · e7 negres alfil · f7 negres peó · g7 negres peó · d6 negres peó · e6 negres peó · f6 negres cavall · h6 negres peó · a5 negres peó · b5 blanques peó · g5 blanques cavall · c4 blanques peó · h4 blanques peó · a3 blanques peó · c3 blanques cavall · e3 blanques peó · b2 blanques alfil · c2 blanques dama · e2 blanques alfil · f2 blanques peó · g2 blanques peó · a1 blanques torre · e1 blanques rei · h1 blanques torre | a8 negres torre · c8 negres alfil · d8 negres dama · f8 negres torre · g8 negres rei · b7 negres peó · d7 negres cavall · e7 negres alfil · f7 negres peó · g7 negres peó · d6 negres peó · e6 negres peó · f6 negres cavall · h6 negres peó · a5 negres peó · b5 blanques peó · g5 blanques cavall · c4 blanques peó · h4 blanques peó · a3 blanques peó · c3 blanques cavall · e3 blanques peó · b2 blanques alfil · c2 blanques dama · e2 blanques alfil · f2 blanques peó · g2 blanques peó · a1 blanques torre · e1 blanques rei · h1 blanques torre | a8 negres torre · c8 negres alfil · d8 negres dama · f8 negres torre · g8 negres rei · b7 negres peó · d7 negres cavall · e7 negres alfil · f7 negres peó · g7 negres peó · d6 negres peó · e6 negres peó · f6 negres cavall · h6 negres peó · a5 negres peó · b5 blanques peó · g5 blanques cavall · c4 blanques peó · h4 blanques peó · a3 blanques peó · c3 blanques cavall · e3 blanques peó · b2 blanques alfil · c2 blanques dama · e2 blanques alfil · f2 blanques peó · g2 blanques peó · a1 blanques torre · e1 blanques rei · h1 blanques torre | 2 |
| 1 | a8 negres torre · c8 negres alfil · d8 negres dama · f8 negres torre · g8 negres rei · b7 negres peó · d7 negres cavall · e7 negres alfil · f7 negres peó · g7 negres peó · d6 negres peó · e6 negres peó · f6 negres cavall · h6 negres peó · a5 negres peó · b5 blanques peó · g5 blanques cavall · c4 blanques peó · h4 blanques peó · a3 blanques peó · c3 blanques cavall · e3 blanques peó · b2 blanques alfil · c2 blanques dama · e2 blanques alfil · f2 blanques peó · g2 blanques peó · a1 blanques torre · e1 blanques rei · h1 blanques torre | a8 negres torre · c8 negres alfil · d8 negres dama · f8 negres torre · g8 negres rei · b7 negres peó · d7 negres cavall · e7 negres alfil · f7 negres peó · g7 negres peó · d6 negres peó · e6 negres peó · f6 negres cavall · h6 negres peó · a5 negres peó · b5 blanques peó · g5 blanques cavall · c4 blanques peó · h4 blanques peó · a3 blanques peó · c3 blanques cavall · e3 blanques peó · b2 blanques alfil · c2 blanques dama · e2 blanques alfil · f2 blanques peó · g2 blanques peó · a1 blanques torre · e1 blanques rei · h1 blanques torre | a8 negres torre · c8 negres alfil · d8 negres dama · f8 negres torre · g8 negres rei · b7 negres peó · d7 negres cavall · e7 negres alfil · f7 negres peó · g7 negres peó · d6 negres peó · e6 negres peó · f6 negres cavall · h6 negres peó · a5 negres peó · b5 blanques peó · g5 blanques cavall · c4 blanques peó · h4 blanques peó · a3 blanques peó · c3 blanques cavall · e3 blanques peó · b2 blanques alfil · c2 blanques dama · e2 blanques alfil · f2 blanques peó · g2 blanques peó · a1 blanques torre · e1 blanques rei · h1 blanques torre | a8 negres torre · c8 negres alfil · d8 negres dama · f8 negres torre · g8 negres rei · b7 negres peó · d7 negres cavall · e7 negres alfil · f7 negres peó · g7 negres peó · d6 negres peó · e6 negres peó · f6 negres cavall · h6 negres peó · a5 negres peó · b5 blanques peó · g5 blanques cavall · c4 blanques peó · h4 blanques peó · a3 blanques peó · c3 blanques cavall · e3 blanques peó · b2 blanques alfil · c2 blanques dama · e2 blanques alfil · f2 blanques peó · g2 blanques peó · a1 blanques torre · e1 blanques rei · h1 blanques torre | a8 negres torre · c8 negres alfil · d8 negres dama · f8 negres torre · g8 negres rei · b7 negres peó · d7 negres cavall · e7 negres alfil · f7 negres peó · g7 negres peó · d6 negres peó · e6 negres peó · f6 negres cavall · h6 negres peó · a5 negres peó · b5 blanques peó · g5 blanques cavall · c4 blanques peó · h4 blanques peó · a3 blanques peó · c3 blanques cavall · e3 blanques peó · b2 blanques alfil · c2 blanques dama · e2 blanques alfil · f2 blanques peó · g2 blanques peó · a1 blanques torre · e1 blanques rei · h1 blanques torre | a8 negres torre · c8 negres alfil · d8 negres dama · f8 negres torre · g8 negres rei · b7 negres peó · d7 negres cavall · e7 negres alfil · f7 negres peó · g7 negres peó · d6 negres peó · e6 negres peó · f6 negres cavall · h6 negres peó · a5 negres peó · b5 blanques peó · g5 blanques cavall · c4 blanques peó · h4 blanques peó · a3 blanques peó · c3 blanques cavall · e3 blanques peó · b2 blanques alfil · c2 blanques dama · e2 blanques alfil · f2 blanques peó · g2 blanques peó · a1 blanques torre · e1 blanques rei · h1 blanques torre | a8 negres torre · c8 negres alfil · d8 negres dama · f8 negres torre · g8 negres rei · b7 negres peó · d7 negres cavall · e7 negres alfil · f7 negres peó · g7 negres peó · d6 negres peó · e6 negres peó · f6 negres cavall · h6 negres peó · a5 negres peó · b5 blanques peó · g5 blanques cavall · c4 blanques peó · h4 blanques peó · a3 blanques peó · c3 blanques cavall · e3 blanques peó · b2 blanques alfil · c2 blanques dama · e2 blanques alfil · f2 blanques peó · g2 blanques peó · a1 blanques torre · e1 blanques rei · h1 blanques torre | a8 negres torre · c8 negres alfil · d8 negres dama · f8 negres torre · g8 negres rei · b7 negres peó · d7 negres cavall · e7 negres alfil · f7 negres peó · g7 negres peó · d6 negres peó · e6 negres peó · f6 negres cavall · h6 negres peó · a5 negres peó · b5 blanques peó · g5 blanques cavall · c4 blanques peó · h4 blanques peó · a3 blanques peó · c3 blanques cavall · e3 blanques peó · b2 blanques alfil · c2 blanques dama · e2 blanques alfil · f2 blanques peó · g2 blanques peó · a1 blanques torre · e1 blanques rei · h1 blanques torre | 1 |
|   | a | b | c | d | e | f | g | h |   |

Reshevsky va rebre un sacrifici després de la jugada blanca h2-h4, però aquest no era obligat d'acceptar i va decidir desenvolupar en comptes de menjar-se el cavall de g5.

### Sacrifici posicional
|   | a | b | c | d | e | f | g | h |   |
| 8 | a8 negres torre · d8 negres dama · f8 negres torre · g8 negres rei · a7 negres peó · b7 negres alfil · e7 negres alfil · f7 negres peó · g7 negres peó · h7 negres peó · b6 negres peó · e6 negres peó · f6 negres cavall · d5 negres peó · e5 blanques peó · f4 blanques peó · a3 blanques peó · c3 blanques cavall · d3 blanques peó · e3 blanques alfil · f3 blanques cavall · b2 blanques peó · g2 blanques peó · h2 blanques peó · a1 blanques torre · d1 blanques dama · f1 blanques torre · h1 blanques rei | a8 negres torre · d8 negres dama · f8 negres torre · g8 negres rei · a7 negres peó · b7 negres alfil · e7 negres alfil · f7 negres peó · g7 negres peó · h7 negres peó · b6 negres peó · e6 negres peó · f6 negres cavall · d5 negres peó · e5 blanques peó · f4 blanques peó · a3 blanques peó · c3 blanques cavall · d3 blanques peó · e3 blanques alfil · f3 blanques cavall · b2 blanques peó · g2 blanques peó · h2 blanques peó · a1 blanques torre · d1 blanques dama · f1 blanques torre · h1 blanques rei | a8 negres torre · d8 negres dama · f8 negres torre · g8 negres rei · a7 negres peó · b7 negres alfil · e7 negres alfil · f7 negres peó · g7 negres peó · h7 negres peó · b6 negres peó · e6 negres peó · f6 negres cavall · d5 negres peó · e5 blanques peó · f4 blanques peó · a3 blanques peó · c3 blanques cavall · d3 blanques peó · e3 blanques alfil · f3 blanques cavall · b2 blanques peó · g2 blanques peó · h2 blanques peó · a1 blanques torre · d1 blanques dama · f1 blanques torre · h1 blanques rei | a8 negres torre · d8 negres dama · f8 negres torre · g8 negres rei · a7 negres peó · b7 negres alfil · e7 negres alfil · f7 negres peó · g7 negres peó · h7 negres peó · b6 negres peó · e6 negres peó · f6 negres cavall · d5 negres peó · e5 blanques peó · f4 blanques peó · a3 blanques peó · c3 blanques cavall · d3 blanques peó · e3 blanques alfil · f3 blanques cavall · b2 blanques peó · g2 blanques peó · h2 blanques peó · a1 blanques torre · d1 blanques dama · f1 blanques torre · h1 blanques rei | a8 negres torre · d8 negres dama · f8 negres torre · g8 negres rei · a7 negres peó · b7 negres alfil · e7 negres alfil · f7 negres peó · g7 negres peó · h7 negres peó · b6 negres peó · e6 negres peó · f6 negres cavall · d5 negres peó · e5 blanques peó · f4 blanques peó · a3 blanques peó · c3 blanques cavall · d3 blanques peó · e3 blanques alfil · f3 blanques cavall · b2 blanques peó · g2 blanques peó · h2 blanques peó · a1 blanques torre · d1 blanques dama · f1 blanques torre · h1 blanques rei | a8 negres torre · d8 negres dama · f8 negres torre · g8 negres rei · a7 negres peó · b7 negres alfil · e7 negres alfil · f7 negres peó · g7 negres peó · h7 negres peó · b6 negres peó · e6 negres peó · f6 negres cavall · d5 negres peó · e5 blanques peó · f4 blanques peó · a3 blanques peó · c3 blanques cavall · d3 blanques peó · e3 blanques alfil · f3 blanques cavall · b2 blanques peó · g2 blanques peó · h2 blanques peó · a1 blanques torre · d1 blanques dama · f1 blanques torre · h1 blanques rei | a8 negres torre · d8 negres dama · f8 negres torre · g8 negres rei · a7 negres peó · b7 negres alfil · e7 negres alfil · f7 negres peó · g7 negres peó · h7 negres peó · b6 negres peó · e6 negres peó · f6 negres cavall · d5 negres peó · e5 blanques peó · f4 blanques peó · a3 blanques peó · c3 blanques cavall · d3 blanques peó · e3 blanques alfil · f3 blanques cavall · b2 blanques peó · g2 blanques peó · h2 blanques peó · a1 blanques torre · d1 blanques dama · f1 blanques torre · h1 blanques rei | a8 negres torre · d8 negres dama · f8 negres torre · g8 negres rei · a7 negres peó · b7 negres alfil · e7 negres alfil · f7 negres peó · g7 negres peó · h7 negres peó · b6 negres peó · e6 negres peó · f6 negres cavall · d5 negres peó · e5 blanques peó · f4 blanques peó · a3 blanques peó · c3 blanques cavall · d3 blanques peó · e3 blanques alfil · f3 blanques cavall · b2 blanques peó · g2 blanques peó · h2 blanques peó · a1 blanques torre · d1 blanques dama · f1 blanques torre · h1 blanques rei | 8 |
| 7 | a8 negres torre · d8 negres dama · f8 negres torre · g8 negres rei · a7 negres peó · b7 negres alfil · e7 negres alfil · f7 negres peó · g7 negres peó · h7 negres peó · b6 negres peó · e6 negres peó · f6 negres cavall · d5 negres peó · e5 blanques peó · f4 blanques peó · a3 blanques peó · c3 blanques cavall · d3 blanques peó · e3 blanques alfil · f3 blanques cavall · b2 blanques peó · g2 blanques peó · h2 blanques peó · a1 blanques torre · d1 blanques dama · f1 blanques torre · h1 blanques rei | a8 negres torre · d8 negres dama · f8 negres torre · g8 negres rei · a7 negres peó · b7 negres alfil · e7 negres alfil · f7 negres peó · g7 negres peó · h7 negres peó · b6 negres peó · e6 negres peó · f6 negres cavall · d5 negres peó · e5 blanques peó · f4 blanques peó · a3 blanques peó · c3 blanques cavall · d3 blanques peó · e3 blanques alfil · f3 blanques cavall · b2 blanques peó · g2 blanques peó · h2 blanques peó · a1 blanques torre · d1 blanques dama · f1 blanques torre · h1 blanques rei | a8 negres torre · d8 negres dama · f8 negres torre · g8 negres rei · a7 negres peó · b7 negres alfil · e7 negres alfil · f7 negres peó · g7 negres peó · h7 negres peó · b6 negres peó · e6 negres peó · f6 negres cavall · d5 negres peó · e5 blanques peó · f4 blanques peó · a3 blanques peó · c3 blanques cavall · d3 blanques peó · e3 blanques alfil · f3 blanques cavall · b2 blanques peó · g2 blanques peó · h2 blanques peó · a1 blanques torre · d1 blanques dama · f1 blanques torre · h1 blanques rei | a8 negres torre · d8 negres dama · f8 negres torre · g8 negres rei · a7 negres peó · b7 negres alfil · e7 negres alfil · f7 negres peó · g7 negres peó · h7 negres peó · b6 negres peó · e6 negres peó · f6 negres cavall · d5 negres peó · e5 blanques peó · f4 blanques peó · a3 blanques peó · c3 blanques cavall · d3 blanques peó · e3 blanques alfil · f3 blanques cavall · b2 blanques peó · g2 blanques peó · h2 blanques peó · a1 blanques torre · d1 blanques dama · f1 blanques torre · h1 blanques rei | a8 negres torre · d8 negres dama · f8 negres torre · g8 negres rei · a7 negres peó · b7 negres alfil · e7 negres alfil · f7 negres peó · g7 negres peó · h7 negres peó · b6 negres peó · e6 negres peó · f6 negres cavall · d5 negres peó · e5 blanques peó · f4 blanques peó · a3 blanques peó · c3 blanques cavall · d3 blanques peó · e3 blanques alfil · f3 blanques cavall · b2 blanques peó · g2 blanques peó · h2 blanques peó · a1 blanques torre · d1 blanques dama · f1 blanques torre · h1 blanques rei | a8 negres torre · d8 negres dama · f8 negres torre · g8 negres rei · a7 negres peó · b7 negres alfil · e7 negres alfil · f7 negres peó · g7 negres peó · h7 negres peó · b6 negres peó · e6 negres peó · f6 negres cavall · d5 negres peó · e5 blanques peó · f4 blanques peó · a3 blanques peó · c3 blanques cavall · d3 blanques peó · e3 blanques alfil · f3 blanques cavall · b2 blanques peó · g2 blanques peó · h2 blanques peó · a1 blanques torre · d1 blanques dama · f1 blanques torre · h1 blanques rei | a8 negres torre · d8 negres dama · f8 negres torre · g8 negres rei · a7 negres peó · b7 negres alfil · e7 negres alfil · f7 negres peó · g7 negres peó · h7 negres peó · b6 negres peó · e6 negres peó · f6 negres cavall · d5 negres peó · e5 blanques peó · f4 blanques peó · a3 blanques peó · c3 blanques cavall · d3 blanques peó · e3 blanques alfil · f3 blanques cavall · b2 blanques peó · g2 blanques peó · h2 blanques peó · a1 blanques torre · d1 blanques dama · f1 blanques torre · h1 blanques rei | a8 negres torre · d8 negres dama · f8 negres torre · g8 negres rei · a7 negres peó · b7 negres alfil · e7 negres alfil · f7 negres peó · g7 negres peó · h7 negres peó · b6 negres peó · e6 negres peó · f6 negres cavall · d5 negres peó · e5 blanques peó · f4 blanques peó · a3 blanques peó · c3 blanques cavall · d3 blanques peó · e3 blanques alfil · f3 blanques cavall · b2 blanques peó · g2 blanques peó · h2 blanques peó · a1 blanques torre · d1 blanques dama · f1 blanques torre · h1 blanques rei | 7 |
| 6 | a8 negres torre · d8 negres dama · f8 negres torre · g8 negres rei · a7 negres peó · b7 negres alfil · e7 negres alfil · f7 negres peó · g7 negres peó · h7 negres peó · b6 negres peó · e6 negres peó · f6 negres cavall · d5 negres peó · e5 blanques peó · f4 blanques peó · a3 blanques peó · c3 blanques cavall · d3 blanques peó · e3 blanques alfil · f3 blanques cavall · b2 blanques peó · g2 blanques peó · h2 blanques peó · a1 blanques torre · d1 blanques dama · f1 blanques torre · h1 blanques rei | a8 negres torre · d8 negres dama · f8 negres torre · g8 negres rei · a7 negres peó · b7 negres alfil · e7 negres alfil · f7 negres peó · g7 negres peó · h7 negres peó · b6 negres peó · e6 negres peó · f6 negres cavall · d5 negres peó · e5 blanques peó · f4 blanques peó · a3 blanques peó · c3 blanques cavall · d3 blanques peó · e3 blanques alfil · f3 blanques cavall · b2 blanques peó · g2 blanques peó · h2 blanques peó · a1 blanques torre · d1 blanques dama · f1 blanques torre · h1 blanques rei | a8 negres torre · d8 negres dama · f8 negres torre · g8 negres rei · a7 negres peó · b7 negres alfil · e7 negres alfil · f7 negres peó · g7 negres peó · h7 negres peó · b6 negres peó · e6 negres peó · f6 negres cavall · d5 negres peó · e5 blanques peó · f4 blanques peó · a3 blanques peó · c3 blanques cavall · d3 blanques peó · e3 blanques alfil · f3 blanques cavall · b2 blanques peó · g2 blanques peó · h2 blanques peó · a1 blanques torre · d1 blanques dama · f1 blanques torre · h1 blanques rei | a8 negres torre · d8 negres dama · f8 negres torre · g8 negres rei · a7 negres peó · b7 negres alfil · e7 negres alfil · f7 negres peó · g7 negres peó · h7 negres peó · b6 negres peó · e6 negres peó · f6 negres cavall · d5 negres peó · e5 blanques peó · f4 blanques peó · a3 blanques peó · c3 blanques cavall · d3 blanques peó · e3 blanques alfil · f3 blanques cavall · b2 blanques peó · g2 blanques peó · h2 blanques peó · a1 blanques torre · d1 blanques dama · f1 blanques torre · h1 blanques rei | a8 negres torre · d8 negres dama · f8 negres torre · g8 negres rei · a7 negres peó · b7 negres alfil · e7 negres alfil · f7 negres peó · g7 negres peó · h7 negres peó · b6 negres peó · e6 negres peó · f6 negres cavall · d5 negres peó · e5 blanques peó · f4 blanques peó · a3 blanques peó · c3 blanques cavall · d3 blanques peó · e3 blanques alfil · f3 blanques cavall · b2 blanques peó · g2 blanques peó · h2 blanques peó · a1 blanques torre · d1 blanques dama · f1 blanques torre · h1 blanques rei | a8 negres torre · d8 negres dama · f8 negres torre · g8 negres rei · a7 negres peó · b7 negres alfil · e7 negres alfil · f7 negres peó · g7 negres peó · h7 negres peó · b6 negres peó · e6 negres peó · f6 negres cavall · d5 negres peó · e5 blanques peó · f4 blanques peó · a3 blanques peó · c3 blanques cavall · d3 blanques peó · e3 blanques alfil · f3 blanques cavall · b2 blanques peó · g2 blanques peó · h2 blanques peó · a1 blanques torre · d1 blanques dama · f1 blanques torre · h1 blanques rei | a8 negres torre · d8 negres dama · f8 negres torre · g8 negres rei · a7 negres peó · b7 negres alfil · e7 negres alfil · f7 negres peó · g7 negres peó · h7 negres peó · b6 negres peó · e6 negres peó · f6 negres cavall · d5 negres peó · e5 blanques peó · f4 blanques peó · a3 blanques peó · c3 blanques cavall · d3 blanques peó · e3 blanques alfil · f3 blanques cavall · b2 blanques peó · g2 blanques peó · h2 blanques peó · a1 blanques torre · d1 blanques dama · f1 blanques torre · h1 blanques rei | a8 negres torre · d8 negres dama · f8 negres torre · g8 negres rei · a7 negres peó · b7 negres alfil · e7 negres alfil · f7 negres peó · g7 negres peó · h7 negres peó · b6 negres peó · e6 negres peó · f6 negres cavall · d5 negres peó · e5 blanques peó · f4 blanques peó · a3 blanques peó · c3 blanques cavall · d3 blanques peó · e3 blanques alfil · f3 blanques cavall · b2 blanques peó · g2 blanques peó · h2 blanques peó · a1 blanques torre · d1 blanques dama · f1 blanques torre · h1 blanques rei | 6 |
| 5 | a8 negres torre · d8 negres dama · f8 negres torre · g8 negres rei · a7 negres peó · b7 negres alfil · e7 negres alfil · f7 negres peó · g7 negres peó · h7 negres peó · b6 negres peó · e6 negres peó · f6 negres cavall · d5 negres peó · e5 blanques peó · f4 blanques peó · a3 blanques peó · c3 blanques cavall · d3 blanques peó · e3 blanques alfil · f3 blanques cavall · b2 blanques peó · g2 blanques peó · h2 blanques peó · a1 blanques torre · d1 blanques dama · f1 blanques torre · h1 blanques rei | a8 negres torre · d8 negres dama · f8 negres torre · g8 negres rei · a7 negres peó · b7 negres alfil · e7 negres alfil · f7 negres peó · g7 negres peó · h7 negres peó · b6 negres peó · e6 negres peó · f6 negres cavall · d5 negres peó · e5 blanques peó · f4 blanques peó · a3 blanques peó · c3 blanques cavall · d3 blanques peó · e3 blanques alfil · f3 blanques cavall · b2 blanques peó · g2 blanques peó · h2 blanques peó · a1 blanques torre · d1 blanques dama · f1 blanques torre · h1 blanques rei | a8 negres torre · d8 negres dama · f8 negres torre · g8 negres rei · a7 negres peó · b7 negres alfil · e7 negres alfil · f7 negres peó · g7 negres peó · h7 negres peó · b6 negres peó · e6 negres peó · f6 negres cavall · d5 negres peó · e5 blanques peó · f4 blanques peó · a3 blanques peó · c3 blanques cavall · d3 blanques peó · e3 blanques alfil · f3 blanques cavall · b2 blanques peó · g2 blanques peó · h2 blanques peó · a1 blanques torre · d1 blanques dama · f1 blanques torre · h1 blanques rei | a8 negres torre · d8 negres dama · f8 negres torre · g8 negres rei · a7 negres peó · b7 negres alfil · e7 negres alfil · f7 negres peó · g7 negres peó · h7 negres peó · b6 negres peó · e6 negres peó · f6 negres cavall · d5 negres peó · e5 blanques peó · f4 blanques peó · a3 blanques peó · c3 blanques cavall · d3 blanques peó · e3 blanques alfil · f3 blanques cavall · b2 blanques peó · g2 blanques peó · h2 blanques peó · a1 blanques torre · d1 blanques dama · f1 blanques torre · h1 blanques rei | a8 negres torre · d8 negres dama · f8 negres torre · g8 negres rei · a7 negres peó · b7 negres alfil · e7 negres alfil · f7 negres peó · g7 negres peó · h7 negres peó · b6 negres peó · e6 negres peó · f6 negres cavall · d5 negres peó · e5 blanques peó · f4 blanques peó · a3 blanques peó · c3 blanques cavall · d3 blanques peó · e3 blanques alfil · f3 blanques cavall · b2 blanques peó · g2 blanques peó · h2 blanques peó · a1 blanques torre · d1 blanques dama · f1 blanques torre · h1 blanques rei | a8 negres torre · d8 negres dama · f8 negres torre · g8 negres rei · a7 negres peó · b7 negres alfil · e7 negres alfil · f7 negres peó · g7 negres peó · h7 negres peó · b6 negres peó · e6 negres peó · f6 negres cavall · d5 negres peó · e5 blanques peó · f4 blanques peó · a3 blanques peó · c3 blanques cavall · d3 blanques peó · e3 blanques alfil · f3 blanques cavall · b2 blanques peó · g2 blanques peó · h2 blanques peó · a1 blanques torre · d1 blanques dama · f1 blanques torre · h1 blanques rei | a8 negres torre · d8 negres dama · f8 negres torre · g8 negres rei · a7 negres peó · b7 negres alfil · e7 negres alfil · f7 negres peó · g7 negres peó · h7 negres peó · b6 negres peó · e6 negres peó · f6 negres cavall · d5 negres peó · e5 blanques peó · f4 blanques peó · a3 blanques peó · c3 blanques cavall · d3 blanques peó · e3 blanques alfil · f3 blanques cavall · b2 blanques peó · g2 blanques peó · h2 blanques peó · a1 blanques torre · d1 blanques dama · f1 blanques torre · h1 blanques rei | a8 negres torre · d8 negres dama · f8 negres torre · g8 negres rei · a7 negres peó · b7 negres alfil · e7 negres alfil · f7 negres peó · g7 negres peó · h7 negres peó · b6 negres peó · e6 negres peó · f6 negres cavall · d5 negres peó · e5 blanques peó · f4 blanques peó · a3 blanques peó · c3 blanques cavall · d3 blanques peó · e3 blanques alfil · f3 blanques cavall · b2 blanques peó · g2 blanques peó · h2 blanques peó · a1 blanques torre · d1 blanques dama · f1 blanques torre · h1 blanques rei | 5 |
| 4 | a8 negres torre · d8 negres dama · f8 negres torre · g8 negres rei · a7 negres peó · b7 negres alfil · e7 negres alfil · f7 negres peó · g7 negres peó · h7 negres peó · b6 negres peó · e6 negres peó · f6 negres cavall · d5 negres peó · e5 blanques peó · f4 blanques peó · a3 blanques peó · c3 blanques cavall · d3 blanques peó · e3 blanques alfil · f3 blanques cavall · b2 blanques peó · g2 blanques peó · h2 blanques peó · a1 blanques torre · d1 blanques dama · f1 blanques torre · h1 blanques rei | a8 negres torre · d8 negres dama · f8 negres torre · g8 negres rei · a7 negres peó · b7 negres alfil · e7 negres alfil · f7 negres peó · g7 negres peó · h7 negres peó · b6 negres peó · e6 negres peó · f6 negres cavall · d5 negres peó · e5 blanques peó · f4 blanques peó · a3 blanques peó · c3 blanques cavall · d3 blanques peó · e3 blanques alfil · f3 blanques cavall · b2 blanques peó · g2 blanques peó · h2 blanques peó · a1 blanques torre · d1 blanques dama · f1 blanques torre · h1 blanques rei | a8 negres torre · d8 negres dama · f8 negres torre · g8 negres rei · a7 negres peó · b7 negres alfil · e7 negres alfil · f7 negres peó · g7 negres peó · h7 negres peó · b6 negres peó · e6 negres peó · f6 negres cavall · d5 negres peó · e5 blanques peó · f4 blanques peó · a3 blanques peó · c3 blanques cavall · d3 blanques peó · e3 blanques alfil · f3 blanques cavall · b2 blanques peó · g2 blanques peó · h2 blanques peó · a1 blanques torre · d1 blanques dama · f1 blanques torre · h1 blanques rei | a8 negres torre · d8 negres dama · f8 negres torre · g8 negres rei · a7 negres peó · b7 negres alfil · e7 negres alfil · f7 negres peó · g7 negres peó · h7 negres peó · b6 negres peó · e6 negres peó · f6 negres cavall · d5 negres peó · e5 blanques peó · f4 blanques peó · a3 blanques peó · c3 blanques cavall · d3 blanques peó · e3 blanques alfil · f3 blanques cavall · b2 blanques peó · g2 blanques peó · h2 blanques peó · a1 blanques torre · d1 blanques dama · f1 blanques torre · h1 blanques rei | a8 negres torre · d8 negres dama · f8 negres torre · g8 negres rei · a7 negres peó · b7 negres alfil · e7 negres alfil · f7 negres peó · g7 negres peó · h7 negres peó · b6 negres peó · e6 negres peó · f6 negres cavall · d5 negres peó · e5 blanques peó · f4 blanques peó · a3 blanques peó · c3 blanques cavall · d3 blanques peó · e3 blanques alfil · f3 blanques cavall · b2 blanques peó · g2 blanques peó · h2 blanques peó · a1 blanques torre · d1 blanques dama · f1 blanques torre · h1 blanques rei | a8 negres torre · d8 negres dama · f8 negres torre · g8 negres rei · a7 negres peó · b7 negres alfil · e7 negres alfil · f7 negres peó · g7 negres peó · h7 negres peó · b6 negres peó · e6 negres peó · f6 negres cavall · d5 negres peó · e5 blanques peó · f4 blanques peó · a3 blanques peó · c3 blanques cavall · d3 blanques peó · e3 blanques alfil · f3 blanques cavall · b2 blanques peó · g2 blanques peó · h2 blanques peó · a1 blanques torre · d1 blanques dama · f1 blanques torre · h1 blanques rei | a8 negres torre · d8 negres dama · f8 negres torre · g8 negres rei · a7 negres peó · b7 negres alfil · e7 negres alfil · f7 negres peó · g7 negres peó · h7 negres peó · b6 negres peó · e6 negres peó · f6 negres cavall · d5 negres peó · e5 blanques peó · f4 blanques peó · a3 blanques peó · c3 blanques cavall · d3 blanques peó · e3 blanques alfil · f3 blanques cavall · b2 blanques peó · g2 blanques peó · h2 blanques peó · a1 blanques torre · d1 blanques dama · f1 blanques torre · h1 blanques rei | a8 negres torre · d8 negres dama · f8 negres torre · g8 negres rei · a7 negres peó · b7 negres alfil · e7 negres alfil · f7 negres peó · g7 negres peó · h7 negres peó · b6 negres peó · e6 negres peó · f6 negres cavall · d5 negres peó · e5 blanques peó · f4 blanques peó · a3 blanques peó · c3 blanques cavall · d3 blanques peó · e3 blanques alfil · f3 blanques cavall · b2 blanques peó · g2 blanques peó · h2 blanques peó · a1 blanques torre · d1 blanques dama · f1 blanques torre · h1 blanques rei | 4 |
| 3 | a8 negres torre · d8 negres dama · f8 negres torre · g8 negres rei · a7 negres peó · b7 negres alfil · e7 negres alfil · f7 negres peó · g7 negres peó · h7 negres peó · b6 negres peó · e6 negres peó · f6 negres cavall · d5 negres peó · e5 blanques peó · f4 blanques peó · a3 blanques peó · c3 blanques cavall · d3 blanques peó · e3 blanques alfil · f3 blanques cavall · b2 blanques peó · g2 blanques peó · h2 blanques peó · a1 blanques torre · d1 blanques dama · f1 blanques torre · h1 blanques rei | a8 negres torre · d8 negres dama · f8 negres torre · g8 negres rei · a7 negres peó · b7 negres alfil · e7 negres alfil · f7 negres peó · g7 negres peó · h7 negres peó · b6 negres peó · e6 negres peó · f6 negres cavall · d5 negres peó · e5 blanques peó · f4 blanques peó · a3 blanques peó · c3 blanques cavall · d3 blanques peó · e3 blanques alfil · f3 blanques cavall · b2 blanques peó · g2 blanques peó · h2 blanques peó · a1 blanques torre · d1 blanques dama · f1 blanques torre · h1 blanques rei | a8 negres torre · d8 negres dama · f8 negres torre · g8 negres rei · a7 negres peó · b7 negres alfil · e7 negres alfil · f7 negres peó · g7 negres peó · h7 negres peó · b6 negres peó · e6 negres peó · f6 negres cavall · d5 negres peó · e5 blanques peó · f4 blanques peó · a3 blanques peó · c3 blanques cavall · d3 blanques peó · e3 blanques alfil · f3 blanques cavall · b2 blanques peó · g2 blanques peó · h2 blanques peó · a1 blanques torre · d1 blanques dama · f1 blanques torre · h1 blanques rei | a8 negres torre · d8 negres dama · f8 negres torre · g8 negres rei · a7 negres peó · b7 negres alfil · e7 negres alfil · f7 negres peó · g7 negres peó · h7 negres peó · b6 negres peó · e6 negres peó · f6 negres cavall · d5 negres peó · e5 blanques peó · f4 blanques peó · a3 blanques peó · c3 blanques cavall · d3 blanques peó · e3 blanques alfil · f3 blanques cavall · b2 blanques peó · g2 blanques peó · h2 blanques peó · a1 blanques torre · d1 blanques dama · f1 blanques torre · h1 blanques rei | a8 negres torre · d8 negres dama · f8 negres torre · g8 negres rei · a7 negres peó · b7 negres alfil · e7 negres alfil · f7 negres peó · g7 negres peó · h7 negres peó · b6 negres peó · e6 negres peó · f6 negres cavall · d5 negres peó · e5 blanques peó · f4 blanques peó · a3 blanques peó · c3 blanques cavall · d3 blanques peó · e3 blanques alfil · f3 blanques cavall · b2 blanques peó · g2 blanques peó · h2 blanques peó · a1 blanques torre · d1 blanques dama · f1 blanques torre · h1 blanques rei | a8 negres torre · d8 negres dama · f8 negres torre · g8 negres rei · a7 negres peó · b7 negres alfil · e7 negres alfil · f7 negres peó · g7 negres peó · h7 negres peó · b6 negres peó · e6 negres peó · f6 negres cavall · d5 negres peó · e5 blanques peó · f4 blanques peó · a3 blanques peó · c3 blanques cavall · d3 blanques peó · e3 blanques alfil · f3 blanques cavall · b2 blanques peó · g2 blanques peó · h2 blanques peó · a1 blanques torre · d1 blanques dama · f1 blanques torre · h1 blanques rei | a8 negres torre · d8 negres dama · f8 negres torre · g8 negres rei · a7 negres peó · b7 negres alfil · e7 negres alfil · f7 negres peó · g7 negres peó · h7 negres peó · b6 negres peó · e6 negres peó · f6 negres cavall · d5 negres peó · e5 blanques peó · f4 blanques peó · a3 blanques peó · c3 blanques cavall · d3 blanques peó · e3 blanques alfil · f3 blanques cavall · b2 blanques peó · g2 blanques peó · h2 blanques peó · a1 blanques torre · d1 blanques dama · f1 blanques torre · h1 blanques rei | a8 negres torre · d8 negres dama · f8 negres torre · g8 negres rei · a7 negres peó · b7 negres alfil · e7 negres alfil · f7 negres peó · g7 negres peó · h7 negres peó · b6 negres peó · e6 negres peó · f6 negres cavall · d5 negres peó · e5 blanques peó · f4 blanques peó · a3 blanques peó · c3 blanques cavall · d3 blanques peó · e3 blanques alfil · f3 blanques cavall · b2 blanques peó · g2 blanques peó · h2 blanques peó · a1 blanques torre · d1 blanques dama · f1 blanques torre · h1 blanques rei | 3 |
| 2 | a8 negres torre · d8 negres dama · f8 negres torre · g8 negres rei · a7 negres peó · b7 negres alfil · e7 negres alfil · f7 negres peó · g7 negres peó · h7 negres peó · b6 negres peó · e6 negres peó · f6 negres cavall · d5 negres peó · e5 blanques peó · f4 blanques peó · a3 blanques peó · c3 blanques cavall · d3 blanques peó · e3 blanques alfil · f3 blanques cavall · b2 blanques peó · g2 blanques peó · h2 blanques peó · a1 blanques torre · d1 blanques dama · f1 blanques torre · h1 blanques rei | a8 negres torre · d8 negres dama · f8 negres torre · g8 negres rei · a7 negres peó · b7 negres alfil · e7 negres alfil · f7 negres peó · g7 negres peó · h7 negres peó · b6 negres peó · e6 negres peó · f6 negres cavall · d5 negres peó · e5 blanques peó · f4 blanques peó · a3 blanques peó · c3 blanques cavall · d3 blanques peó · e3 blanques alfil · f3 blanques cavall · b2 blanques peó · g2 blanques peó · h2 blanques peó · a1 blanques torre · d1 blanques dama · f1 blanques torre · h1 blanques rei | a8 negres torre · d8 negres dama · f8 negres torre · g8 negres rei · a7 negres peó · b7 negres alfil · e7 negres alfil · f7 negres peó · g7 negres peó · h7 negres peó · b6 negres peó · e6 negres peó · f6 negres cavall · d5 negres peó · e5 blanques peó · f4 blanques peó · a3 blanques peó · c3 blanques cavall · d3 blanques peó · e3 blanques alfil · f3 blanques cavall · b2 blanques peó · g2 blanques peó · h2 blanques peó · a1 blanques torre · d1 blanques dama · f1 blanques torre · h1 blanques rei | a8 negres torre · d8 negres dama · f8 negres torre · g8 negres rei · a7 negres peó · b7 negres alfil · e7 negres alfil · f7 negres peó · g7 negres peó · h7 negres peó · b6 negres peó · e6 negres peó · f6 negres cavall · d5 negres peó · e5 blanques peó · f4 blanques peó · a3 blanques peó · c3 blanques cavall · d3 blanques peó · e3 blanques alfil · f3 blanques cavall · b2 blanques peó · g2 blanques peó · h2 blanques peó · a1 blanques torre · d1 blanques dama · f1 blanques torre · h1 blanques rei | a8 negres torre · d8 negres dama · f8 negres torre · g8 negres rei · a7 negres peó · b7 negres alfil · e7 negres alfil · f7 negres peó · g7 negres peó · h7 negres peó · b6 negres peó · e6 negres peó · f6 negres cavall · d5 negres peó · e5 blanques peó · f4 blanques peó · a3 blanques peó · c3 blanques cavall · d3 blanques peó · e3 blanques alfil · f3 blanques cavall · b2 blanques peó · g2 blanques peó · h2 blanques peó · a1 blanques torre · d1 blanques dama · f1 blanques torre · h1 blanques rei | a8 negres torre · d8 negres dama · f8 negres torre · g8 negres rei · a7 negres peó · b7 negres alfil · e7 negres alfil · f7 negres peó · g7 negres peó · h7 negres peó · b6 negres peó · e6 negres peó · f6 negres cavall · d5 negres peó · e5 blanques peó · f4 blanques peó · a3 blanques peó · c3 blanques cavall · d3 blanques peó · e3 blanques alfil · f3 blanques cavall · b2 blanques peó · g2 blanques peó · h2 blanques peó · a1 blanques torre · d1 blanques dama · f1 blanques torre · h1 blanques rei | a8 negres torre · d8 negres dama · f8 negres torre · g8 negres rei · a7 negres peó · b7 negres alfil · e7 negres alfil · f7 negres peó · g7 negres peó · h7 negres peó · b6 negres peó · e6 negres peó · f6 negres cavall · d5 negres peó · e5 blanques peó · f4 blanques peó · a3 blanques peó · c3 blanques cavall · d3 blanques peó · e3 blanques alfil · f3 blanques cavall · b2 blanques peó · g2 blanques peó · h2 blanques peó · a1 blanques torre · d1 blanques dama · f1 blanques torre · h1 blanques rei | a8 negres torre · d8 negres dama · f8 negres torre · g8 negres rei · a7 negres peó · b7 negres alfil · e7 negres alfil · f7 negres peó · g7 negres peó · h7 negres peó · b6 negres peó · e6 negres peó · f6 negres cavall · d5 negres peó · e5 blanques peó · f4 blanques peó · a3 blanques peó · c3 blanques cavall · d3 blanques peó · e3 blanques alfil · f3 blanques cavall · b2 blanques peó · g2 blanques peó · h2 blanques peó · a1 blanques torre · d1 blanques dama · f1 blanques torre · h1 blanques rei | 2 |
| 1 | a8 negres torre · d8 negres dama · f8 negres torre · g8 negres rei · a7 negres peó · b7 negres alfil · e7 negres alfil · f7 negres peó · g7 negres peó · h7 negres peó · b6 negres peó · e6 negres peó · f6 negres cavall · d5 negres peó · e5 blanques peó · f4 blanques peó · a3 blanques peó · c3 blanques cavall · d3 blanques peó · e3 blanques alfil · f3 blanques cavall · b2 blanques peó · g2 blanques peó · h2 blanques peó · a1 blanques torre · d1 blanques dama · f1 blanques torre · h1 blanques rei | a8 negres torre · d8 negres dama · f8 negres torre · g8 negres rei · a7 negres peó · b7 negres alfil · e7 negres alfil · f7 negres peó · g7 negres peó · h7 negres peó · b6 negres peó · e6 negres peó · f6 negres cavall · d5 negres peó · e5 blanques peó · f4 blanques peó · a3 blanques peó · c3 blanques cavall · d3 blanques peó · e3 blanques alfil · f3 blanques cavall · b2 blanques peó · g2 blanques peó · h2 blanques peó · a1 blanques torre · d1 blanques dama · f1 blanques torre · h1 blanques rei | a8 negres torre · d8 negres dama · f8 negres torre · g8 negres rei · a7 negres peó · b7 negres alfil · e7 negres alfil · f7 negres peó · g7 negres peó · h7 negres peó · b6 negres peó · e6 negres peó · f6 negres cavall · d5 negres peó · e5 blanques peó · f4 blanques peó · a3 blanques peó · c3 blanques cavall · d3 blanques peó · e3 blanques alfil · f3 blanques cavall · b2 blanques peó · g2 blanques peó · h2 blanques peó · a1 blanques torre · d1 blanques dama · f1 blanques torre · h1 blanques rei | a8 negres torre · d8 negres dama · f8 negres torre · g8 negres rei · a7 negres peó · b7 negres alfil · e7 negres alfil · f7 negres peó · g7 negres peó · h7 negres peó · b6 negres peó · e6 negres peó · f6 negres cavall · d5 negres peó · e5 blanques peó · f4 blanques peó · a3 blanques peó · c3 blanques cavall · d3 blanques peó · e3 blanques alfil · f3 blanques cavall · b2 blanques peó · g2 blanques peó · h2 blanques peó · a1 blanques torre · d1 blanques dama · f1 blanques torre · h1 blanques rei | a8 negres torre · d8 negres dama · f8 negres torre · g8 negres rei · a7 negres peó · b7 negres alfil · e7 negres alfil · f7 negres peó · g7 negres peó · h7 negres peó · b6 negres peó · e6 negres peó · f6 negres cavall · d5 negres peó · e5 blanques peó · f4 blanques peó · a3 blanques peó · c3 blanques cavall · d3 blanques peó · e3 blanques alfil · f3 blanques cavall · b2 blanques peó · g2 blanques peó · h2 blanques peó · a1 blanques torre · d1 blanques dama · f1 blanques torre · h1 blanques rei | a8 negres torre · d8 negres dama · f8 negres torre · g8 negres rei · a7 negres peó · b7 negres alfil · e7 negres alfil · f7 negres peó · g7 negres peó · h7 negres peó · b6 negres peó · e6 negres peó · f6 negres cavall · d5 negres peó · e5 blanques peó · f4 blanques peó · a3 blanques peó · c3 blanques cavall · d3 blanques peó · e3 blanques alfil · f3 blanques cavall · b2 blanques peó · g2 blanques peó · h2 blanques peó · a1 blanques torre · d1 blanques dama · f1 blanques torre · h1 blanques rei | a8 negres torre · d8 negres dama · f8 negres torre · g8 negres rei · a7 negres peó · b7 negres alfil · e7 negres alfil · f7 negres peó · g7 negres peó · h7 negres peó · b6 negres peó · e6 negres peó · f6 negres cavall · d5 negres peó · e5 blanques peó · f4 blanques peó · a3 blanques peó · c3 blanques cavall · d3 blanques peó · e3 blanques alfil · f3 blanques cavall · b2 blanques peó · g2 blanques peó · h2 blanques peó · a1 blanques torre · d1 blanques dama · f1 blanques torre · h1 blanques rei | a8 negres torre · d8 negres dama · f8 negres torre · g8 negres rei · a7 negres peó · b7 negres alfil · e7 negres alfil · f7 negres peó · g7 negres peó · h7 negres peó · b6 negres peó · e6 negres peó · f6 negres cavall · d5 negres peó · e5 blanques peó · f4 blanques peó · a3 blanques peó · c3 blanques cavall · d3 blanques peó · e3 blanques alfil · f3 blanques cavall · b2 blanques peó · g2 blanques peó · h2 blanques peó · a1 blanques torre · d1 blanques dama · f1 blanques torre · h1 blanques rei | 1 |
|   | a | b | c | d | e | f | g | h |   |

En aquesta partida el negre va jugar 14... d4! 15.Cxd4 Cd5. A canvi del peó sacrificat, han obtingut una columna semioberta, una diagonal, el domini de d5 i han convertit el peó blanc de d3 en un peó endarrerit. Tot i això, no estava clar que la compensació fos suficient, i la partida va acabar en taules.

### Sacrifici per fer escac i mat
|   | a | b | c | d | e | f | g | h |   |
| 8 | a8 negres torre · c8 negres alfil · d8 negres dama · e8 negres rei · f8 negres alfil · g8 negres cavall · h8 negres torre · d7 negres cavall · e7 negres peó · g7 negres peó · h7 negres peó · c6 negres peó · f6 negres peó · b5 negres peó · d5 negres peó · f5 blanques alfil · a4 negres peó · d4 blanques peó · f4 blanques alfil · h4 blanques peó · c3 blanques cavall · d3 blanques dama · e3 blanques peó · f3 blanques cavall · a2 blanques peó · b2 blanques peó · c2 blanques peó · f2 blanques peó · g2 blanques peó · c1 blanques rei · d1 blanques torre · h1 blanques torre | a8 negres torre · c8 negres alfil · d8 negres dama · e8 negres rei · f8 negres alfil · g8 negres cavall · h8 negres torre · d7 negres cavall · e7 negres peó · g7 negres peó · h7 negres peó · c6 negres peó · f6 negres peó · b5 negres peó · d5 negres peó · f5 blanques alfil · a4 negres peó · d4 blanques peó · f4 blanques alfil · h4 blanques peó · c3 blanques cavall · d3 blanques dama · e3 blanques peó · f3 blanques cavall · a2 blanques peó · b2 blanques peó · c2 blanques peó · f2 blanques peó · g2 blanques peó · c1 blanques rei · d1 blanques torre · h1 blanques torre | a8 negres torre · c8 negres alfil · d8 negres dama · e8 negres rei · f8 negres alfil · g8 negres cavall · h8 negres torre · d7 negres cavall · e7 negres peó · g7 negres peó · h7 negres peó · c6 negres peó · f6 negres peó · b5 negres peó · d5 negres peó · f5 blanques alfil · a4 negres peó · d4 blanques peó · f4 blanques alfil · h4 blanques peó · c3 blanques cavall · d3 blanques dama · e3 blanques peó · f3 blanques cavall · a2 blanques peó · b2 blanques peó · c2 blanques peó · f2 blanques peó · g2 blanques peó · c1 blanques rei · d1 blanques torre · h1 blanques torre | a8 negres torre · c8 negres alfil · d8 negres dama · e8 negres rei · f8 negres alfil · g8 negres cavall · h8 negres torre · d7 negres cavall · e7 negres peó · g7 negres peó · h7 negres peó · c6 negres peó · f6 negres peó · b5 negres peó · d5 negres peó · f5 blanques alfil · a4 negres peó · d4 blanques peó · f4 blanques alfil · h4 blanques peó · c3 blanques cavall · d3 blanques dama · e3 blanques peó · f3 blanques cavall · a2 blanques peó · b2 blanques peó · c2 blanques peó · f2 blanques peó · g2 blanques peó · c1 blanques rei · d1 blanques torre · h1 blanques torre | a8 negres torre · c8 negres alfil · d8 negres dama · e8 negres rei · f8 negres alfil · g8 negres cavall · h8 negres torre · d7 negres cavall · e7 negres peó · g7 negres peó · h7 negres peó · c6 negres peó · f6 negres peó · b5 negres peó · d5 negres peó · f5 blanques alfil · a4 negres peó · d4 blanques peó · f4 blanques alfil · h4 blanques peó · c3 blanques cavall · d3 blanques dama · e3 blanques peó · f3 blanques cavall · a2 blanques peó · b2 blanques peó · c2 blanques peó · f2 blanques peó · g2 blanques peó · c1 blanques rei · d1 blanques torre · h1 blanques torre | a8 negres torre · c8 negres alfil · d8 negres dama · e8 negres rei · f8 negres alfil · g8 negres cavall · h8 negres torre · d7 negres cavall · e7 negres peó · g7 negres peó · h7 negres peó · c6 negres peó · f6 negres peó · b5 negres peó · d5 negres peó · f5 blanques alfil · a4 negres peó · d4 blanques peó · f4 blanques alfil · h4 blanques peó · c3 blanques cavall · d3 blanques dama · e3 blanques peó · f3 blanques cavall · a2 blanques peó · b2 blanques peó · c2 blanques peó · f2 blanques peó · g2 blanques peó · c1 blanques rei · d1 blanques torre · h1 blanques torre | a8 negres torre · c8 negres alfil · d8 negres dama · e8 negres rei · f8 negres alfil · g8 negres cavall · h8 negres torre · d7 negres cavall · e7 negres peó · g7 negres peó · h7 negres peó · c6 negres peó · f6 negres peó · b5 negres peó · d5 negres peó · f5 blanques alfil · a4 negres peó · d4 blanques peó · f4 blanques alfil · h4 blanques peó · c3 blanques cavall · d3 blanques dama · e3 blanques peó · f3 blanques cavall · a2 blanques peó · b2 blanques peó · c2 blanques peó · f2 blanques peó · g2 blanques peó · c1 blanques rei · d1 blanques torre · h1 blanques torre | a8 negres torre · c8 negres alfil · d8 negres dama · e8 negres rei · f8 negres alfil · g8 negres cavall · h8 negres torre · d7 negres cavall · e7 negres peó · g7 negres peó · h7 negres peó · c6 negres peó · f6 negres peó · b5 negres peó · d5 negres peó · f5 blanques alfil · a4 negres peó · d4 blanques peó · f4 blanques alfil · h4 blanques peó · c3 blanques cavall · d3 blanques dama · e3 blanques peó · f3 blanques cavall · a2 blanques peó · b2 blanques peó · c2 blanques peó · f2 blanques peó · g2 blanques peó · c1 blanques rei · d1 blanques torre · h1 blanques torre | 8 |
| 7 | a8 negres torre · c8 negres alfil · d8 negres dama · e8 negres rei · f8 negres alfil · g8 negres cavall · h8 negres torre · d7 negres cavall · e7 negres peó · g7 negres peó · h7 negres peó · c6 negres peó · f6 negres peó · b5 negres peó · d5 negres peó · f5 blanques alfil · a4 negres peó · d4 blanques peó · f4 blanques alfil · h4 blanques peó · c3 blanques cavall · d3 blanques dama · e3 blanques peó · f3 blanques cavall · a2 blanques peó · b2 blanques peó · c2 blanques peó · f2 blanques peó · g2 blanques peó · c1 blanques rei · d1 blanques torre · h1 blanques torre | a8 negres torre · c8 negres alfil · d8 negres dama · e8 negres rei · f8 negres alfil · g8 negres cavall · h8 negres torre · d7 negres cavall · e7 negres peó · g7 negres peó · h7 negres peó · c6 negres peó · f6 negres peó · b5 negres peó · d5 negres peó · f5 blanques alfil · a4 negres peó · d4 blanques peó · f4 blanques alfil · h4 blanques peó · c3 blanques cavall · d3 blanques dama · e3 blanques peó · f3 blanques cavall · a2 blanques peó · b2 blanques peó · c2 blanques peó · f2 blanques peó · g2 blanques peó · c1 blanques rei · d1 blanques torre · h1 blanques torre | a8 negres torre · c8 negres alfil · d8 negres dama · e8 negres rei · f8 negres alfil · g8 negres cavall · h8 negres torre · d7 negres cavall · e7 negres peó · g7 negres peó · h7 negres peó · c6 negres peó · f6 negres peó · b5 negres peó · d5 negres peó · f5 blanques alfil · a4 negres peó · d4 blanques peó · f4 blanques alfil · h4 blanques peó · c3 blanques cavall · d3 blanques dama · e3 blanques peó · f3 blanques cavall · a2 blanques peó · b2 blanques peó · c2 blanques peó · f2 blanques peó · g2 blanques peó · c1 blanques rei · d1 blanques torre · h1 blanques torre | a8 negres torre · c8 negres alfil · d8 negres dama · e8 negres rei · f8 negres alfil · g8 negres cavall · h8 negres torre · d7 negres cavall · e7 negres peó · g7 negres peó · h7 negres peó · c6 negres peó · f6 negres peó · b5 negres peó · d5 negres peó · f5 blanques alfil · a4 negres peó · d4 blanques peó · f4 blanques alfil · h4 blanques peó · c3 blanques cavall · d3 blanques dama · e3 blanques peó · f3 blanques cavall · a2 blanques peó · b2 blanques peó · c2 blanques peó · f2 blanques peó · g2 blanques peó · c1 blanques rei · d1 blanques torre · h1 blanques torre | a8 negres torre · c8 negres alfil · d8 negres dama · e8 negres rei · f8 negres alfil · g8 negres cavall · h8 negres torre · d7 negres cavall · e7 negres peó · g7 negres peó · h7 negres peó · c6 negres peó · f6 negres peó · b5 negres peó · d5 negres peó · f5 blanques alfil · a4 negres peó · d4 blanques peó · f4 blanques alfil · h4 blanques peó · c3 blanques cavall · d3 blanques dama · e3 blanques peó · f3 blanques cavall · a2 blanques peó · b2 blanques peó · c2 blanques peó · f2 blanques peó · g2 blanques peó · c1 blanques rei · d1 blanques torre · h1 blanques torre | a8 negres torre · c8 negres alfil · d8 negres dama · e8 negres rei · f8 negres alfil · g8 negres cavall · h8 negres torre · d7 negres cavall · e7 negres peó · g7 negres peó · h7 negres peó · c6 negres peó · f6 negres peó · b5 negres peó · d5 negres peó · f5 blanques alfil · a4 negres peó · d4 blanques peó · f4 blanques alfil · h4 blanques peó · c3 blanques cavall · d3 blanques dama · e3 blanques peó · f3 blanques cavall · a2 blanques peó · b2 blanques peó · c2 blanques peó · f2 blanques peó · g2 blanques peó · c1 blanques rei · d1 blanques torre · h1 blanques torre | a8 negres torre · c8 negres alfil · d8 negres dama · e8 negres rei · f8 negres alfil · g8 negres cavall · h8 negres torre · d7 negres cavall · e7 negres peó · g7 negres peó · h7 negres peó · c6 negres peó · f6 negres peó · b5 negres peó · d5 negres peó · f5 blanques alfil · a4 negres peó · d4 blanques peó · f4 blanques alfil · h4 blanques peó · c3 blanques cavall · d3 blanques dama · e3 blanques peó · f3 blanques cavall · a2 blanques peó · b2 blanques peó · c2 blanques peó · f2 blanques peó · g2 blanques peó · c1 blanques rei · d1 blanques torre · h1 blanques torre | a8 negres torre · c8 negres alfil · d8 negres dama · e8 negres rei · f8 negres alfil · g8 negres cavall · h8 negres torre · d7 negres cavall · e7 negres peó · g7 negres peó · h7 negres peó · c6 negres peó · f6 negres peó · b5 negres peó · d5 negres peó · f5 blanques alfil · a4 negres peó · d4 blanques peó · f4 blanques alfil · h4 blanques peó · c3 blanques cavall · d3 blanques dama · e3 blanques peó · f3 blanques cavall · a2 blanques peó · b2 blanques peó · c2 blanques peó · f2 blanques peó · g2 blanques peó · c1 blanques rei · d1 blanques torre · h1 blanques torre | 7 |
| 6 | a8 negres torre · c8 negres alfil · d8 negres dama · e8 negres rei · f8 negres alfil · g8 negres cavall · h8 negres torre · d7 negres cavall · e7 negres peó · g7 negres peó · h7 negres peó · c6 negres peó · f6 negres peó · b5 negres peó · d5 negres peó · f5 blanques alfil · a4 negres peó · d4 blanques peó · f4 blanques alfil · h4 blanques peó · c3 blanques cavall · d3 blanques dama · e3 blanques peó · f3 blanques cavall · a2 blanques peó · b2 blanques peó · c2 blanques peó · f2 blanques peó · g2 blanques peó · c1 blanques rei · d1 blanques torre · h1 blanques torre | a8 negres torre · c8 negres alfil · d8 negres dama · e8 negres rei · f8 negres alfil · g8 negres cavall · h8 negres torre · d7 negres cavall · e7 negres peó · g7 negres peó · h7 negres peó · c6 negres peó · f6 negres peó · b5 negres peó · d5 negres peó · f5 blanques alfil · a4 negres peó · d4 blanques peó · f4 blanques alfil · h4 blanques peó · c3 blanques cavall · d3 blanques dama · e3 blanques peó · f3 blanques cavall · a2 blanques peó · b2 blanques peó · c2 blanques peó · f2 blanques peó · g2 blanques peó · c1 blanques rei · d1 blanques torre · h1 blanques torre | a8 negres torre · c8 negres alfil · d8 negres dama · e8 negres rei · f8 negres alfil · g8 negres cavall · h8 negres torre · d7 negres cavall · e7 negres peó · g7 negres peó · h7 negres peó · c6 negres peó · f6 negres peó · b5 negres peó · d5 negres peó · f5 blanques alfil · a4 negres peó · d4 blanques peó · f4 blanques alfil · h4 blanques peó · c3 blanques cavall · d3 blanques dama · e3 blanques peó · f3 blanques cavall · a2 blanques peó · b2 blanques peó · c2 blanques peó · f2 blanques peó · g2 blanques peó · c1 blanques rei · d1 blanques torre · h1 blanques torre | a8 negres torre · c8 negres alfil · d8 negres dama · e8 negres rei · f8 negres alfil · g8 negres cavall · h8 negres torre · d7 negres cavall · e7 negres peó · g7 negres peó · h7 negres peó · c6 negres peó · f6 negres peó · b5 negres peó · d5 negres peó · f5 blanques alfil · a4 negres peó · d4 blanques peó · f4 blanques alfil · h4 blanques peó · c3 blanques cavall · d3 blanques dama · e3 blanques peó · f3 blanques cavall · a2 blanques peó · b2 blanques peó · c2 blanques peó · f2 blanques peó · g2 blanques peó · c1 blanques rei · d1 blanques torre · h1 blanques torre | a8 negres torre · c8 negres alfil · d8 negres dama · e8 negres rei · f8 negres alfil · g8 negres cavall · h8 negres torre · d7 negres cavall · e7 negres peó · g7 negres peó · h7 negres peó · c6 negres peó · f6 negres peó · b5 negres peó · d5 negres peó · f5 blanques alfil · a4 negres peó · d4 blanques peó · f4 blanques alfil · h4 blanques peó · c3 blanques cavall · d3 blanques dama · e3 blanques peó · f3 blanques cavall · a2 blanques peó · b2 blanques peó · c2 blanques peó · f2 blanques peó · g2 blanques peó · c1 blanques rei · d1 blanques torre · h1 blanques torre | a8 negres torre · c8 negres alfil · d8 negres dama · e8 negres rei · f8 negres alfil · g8 negres cavall · h8 negres torre · d7 negres cavall · e7 negres peó · g7 negres peó · h7 negres peó · c6 negres peó · f6 negres peó · b5 negres peó · d5 negres peó · f5 blanques alfil · a4 negres peó · d4 blanques peó · f4 blanques alfil · h4 blanques peó · c3 blanques cavall · d3 blanques dama · e3 blanques peó · f3 blanques cavall · a2 blanques peó · b2 blanques peó · c2 blanques peó · f2 blanques peó · g2 blanques peó · c1 blanques rei · d1 blanques torre · h1 blanques torre | a8 negres torre · c8 negres alfil · d8 negres dama · e8 negres rei · f8 negres alfil · g8 negres cavall · h8 negres torre · d7 negres cavall · e7 negres peó · g7 negres peó · h7 negres peó · c6 negres peó · f6 negres peó · b5 negres peó · d5 negres peó · f5 blanques alfil · a4 negres peó · d4 blanques peó · f4 blanques alfil · h4 blanques peó · c3 blanques cavall · d3 blanques dama · e3 blanques peó · f3 blanques cavall · a2 blanques peó · b2 blanques peó · c2 blanques peó · f2 blanques peó · g2 blanques peó · c1 blanques rei · d1 blanques torre · h1 blanques torre | a8 negres torre · c8 negres alfil · d8 negres dama · e8 negres rei · f8 negres alfil · g8 negres cavall · h8 negres torre · d7 negres cavall · e7 negres peó · g7 negres peó · h7 negres peó · c6 negres peó · f6 negres peó · b5 negres peó · d5 negres peó · f5 blanques alfil · a4 negres peó · d4 blanques peó · f4 blanques alfil · h4 blanques peó · c3 blanques cavall · d3 blanques dama · e3 blanques peó · f3 blanques cavall · a2 blanques peó · b2 blanques peó · c2 blanques peó · f2 blanques peó · g2 blanques peó · c1 blanques rei · d1 blanques torre · h1 blanques torre | 6 |
| 5 | a8 negres torre · c8 negres alfil · d8 negres dama · e8 negres rei · f8 negres alfil · g8 negres cavall · h8 negres torre · d7 negres cavall · e7 negres peó · g7 negres peó · h7 negres peó · c6 negres peó · f6 negres peó · b5 negres peó · d5 negres peó · f5 blanques alfil · a4 negres peó · d4 blanques peó · f4 blanques alfil · h4 blanques peó · c3 blanques cavall · d3 blanques dama · e3 blanques peó · f3 blanques cavall · a2 blanques peó · b2 blanques peó · c2 blanques peó · f2 blanques peó · g2 blanques peó · c1 blanques rei · d1 blanques torre · h1 blanques torre | a8 negres torre · c8 negres alfil · d8 negres dama · e8 negres rei · f8 negres alfil · g8 negres cavall · h8 negres torre · d7 negres cavall · e7 negres peó · g7 negres peó · h7 negres peó · c6 negres peó · f6 negres peó · b5 negres peó · d5 negres peó · f5 blanques alfil · a4 negres peó · d4 blanques peó · f4 blanques alfil · h4 blanques peó · c3 blanques cavall · d3 blanques dama · e3 blanques peó · f3 blanques cavall · a2 blanques peó · b2 blanques peó · c2 blanques peó · f2 blanques peó · g2 blanques peó · c1 blanques rei · d1 blanques torre · h1 blanques torre | a8 negres torre · c8 negres alfil · d8 negres dama · e8 negres rei · f8 negres alfil · g8 negres cavall · h8 negres torre · d7 negres cavall · e7 negres peó · g7 negres peó · h7 negres peó · c6 negres peó · f6 negres peó · b5 negres peó · d5 negres peó · f5 blanques alfil · a4 negres peó · d4 blanques peó · f4 blanques alfil · h4 blanques peó · c3 blanques cavall · d3 blanques dama · e3 blanques peó · f3 blanques cavall · a2 blanques peó · b2 blanques peó · c2 blanques peó · f2 blanques peó · g2 blanques peó · c1 blanques rei · d1 blanques torre · h1 blanques torre | a8 negres torre · c8 negres alfil · d8 negres dama · e8 negres rei · f8 negres alfil · g8 negres cavall · h8 negres torre · d7 negres cavall · e7 negres peó · g7 negres peó · h7 negres peó · c6 negres peó · f6 negres peó · b5 negres peó · d5 negres peó · f5 blanques alfil · a4 negres peó · d4 blanques peó · f4 blanques alfil · h4 blanques peó · c3 blanques cavall · d3 blanques dama · e3 blanques peó · f3 blanques cavall · a2 blanques peó · b2 blanques peó · c2 blanques peó · f2 blanques peó · g2 blanques peó · c1 blanques rei · d1 blanques torre · h1 blanques torre | a8 negres torre · c8 negres alfil · d8 negres dama · e8 negres rei · f8 negres alfil · g8 negres cavall · h8 negres torre · d7 negres cavall · e7 negres peó · g7 negres peó · h7 negres peó · c6 negres peó · f6 negres peó · b5 negres peó · d5 negres peó · f5 blanques alfil · a4 negres peó · d4 blanques peó · f4 blanques alfil · h4 blanques peó · c3 blanques cavall · d3 blanques dama · e3 blanques peó · f3 blanques cavall · a2 blanques peó · b2 blanques peó · c2 blanques peó · f2 blanques peó · g2 blanques peó · c1 blanques rei · d1 blanques torre · h1 blanques torre | a8 negres torre · c8 negres alfil · d8 negres dama · e8 negres rei · f8 negres alfil · g8 negres cavall · h8 negres torre · d7 negres cavall · e7 negres peó · g7 negres peó · h7 negres peó · c6 negres peó · f6 negres peó · b5 negres peó · d5 negres peó · f5 blanques alfil · a4 negres peó · d4 blanques peó · f4 blanques alfil · h4 blanques peó · c3 blanques cavall · d3 blanques dama · e3 blanques peó · f3 blanques cavall · a2 blanques peó · b2 blanques peó · c2 blanques peó · f2 blanques peó · g2 blanques peó · c1 blanques rei · d1 blanques torre · h1 blanques torre | a8 negres torre · c8 negres alfil · d8 negres dama · e8 negres rei · f8 negres alfil · g8 negres cavall · h8 negres torre · d7 negres cavall · e7 negres peó · g7 negres peó · h7 negres peó · c6 negres peó · f6 negres peó · b5 negres peó · d5 negres peó · f5 blanques alfil · a4 negres peó · d4 blanques peó · f4 blanques alfil · h4 blanques peó · c3 blanques cavall · d3 blanques dama · e3 blanques peó · f3 blanques cavall · a2 blanques peó · b2 blanques peó · c2 blanques peó · f2 blanques peó · g2 blanques peó · c1 blanques rei · d1 blanques torre · h1 blanques torre | a8 negres torre · c8 negres alfil · d8 negres dama · e8 negres rei · f8 negres alfil · g8 negres cavall · h8 negres torre · d7 negres cavall · e7 negres peó · g7 negres peó · h7 negres peó · c6 negres peó · f6 negres peó · b5 negres peó · d5 negres peó · f5 blanques alfil · a4 negres peó · d4 blanques peó · f4 blanques alfil · h4 blanques peó · c3 blanques cavall · d3 blanques dama · e3 blanques peó · f3 blanques cavall · a2 blanques peó · b2 blanques peó · c2 blanques peó · f2 blanques peó · g2 blanques peó · c1 blanques rei · d1 blanques torre · h1 blanques torre | 5 |
| 4 | a8 negres torre · c8 negres alfil · d8 negres dama · e8 negres rei · f8 negres alfil · g8 negres cavall · h8 negres torre · d7 negres cavall · e7 negres peó · g7 negres peó · h7 negres peó · c6 negres peó · f6 negres peó · b5 negres peó · d5 negres peó · f5 blanques alfil · a4 negres peó · d4 blanques peó · f4 blanques alfil · h4 blanques peó · c3 blanques cavall · d3 blanques dama · e3 blanques peó · f3 blanques cavall · a2 blanques peó · b2 blanques peó · c2 blanques peó · f2 blanques peó · g2 blanques peó · c1 blanques rei · d1 blanques torre · h1 blanques torre | a8 negres torre · c8 negres alfil · d8 negres dama · e8 negres rei · f8 negres alfil · g8 negres cavall · h8 negres torre · d7 negres cavall · e7 negres peó · g7 negres peó · h7 negres peó · c6 negres peó · f6 negres peó · b5 negres peó · d5 negres peó · f5 blanques alfil · a4 negres peó · d4 blanques peó · f4 blanques alfil · h4 blanques peó · c3 blanques cavall · d3 blanques dama · e3 blanques peó · f3 blanques cavall · a2 blanques peó · b2 blanques peó · c2 blanques peó · f2 blanques peó · g2 blanques peó · c1 blanques rei · d1 blanques torre · h1 blanques torre | a8 negres torre · c8 negres alfil · d8 negres dama · e8 negres rei · f8 negres alfil · g8 negres cavall · h8 negres torre · d7 negres cavall · e7 negres peó · g7 negres peó · h7 negres peó · c6 negres peó · f6 negres peó · b5 negres peó · d5 negres peó · f5 blanques alfil · a4 negres peó · d4 blanques peó · f4 blanques alfil · h4 blanques peó · c3 blanques cavall · d3 blanques dama · e3 blanques peó · f3 blanques cavall · a2 blanques peó · b2 blanques peó · c2 blanques peó · f2 blanques peó · g2 blanques peó · c1 blanques rei · d1 blanques torre · h1 blanques torre | a8 negres torre · c8 negres alfil · d8 negres dama · e8 negres rei · f8 negres alfil · g8 negres cavall · h8 negres torre · d7 negres cavall · e7 negres peó · g7 negres peó · h7 negres peó · c6 negres peó · f6 negres peó · b5 negres peó · d5 negres peó · f5 blanques alfil · a4 negres peó · d4 blanques peó · f4 blanques alfil · h4 blanques peó · c3 blanques cavall · d3 blanques dama · e3 blanques peó · f3 blanques cavall · a2 blanques peó · b2 blanques peó · c2 blanques peó · f2 blanques peó · g2 blanques peó · c1 blanques rei · d1 blanques torre · h1 blanques torre | a8 negres torre · c8 negres alfil · d8 negres dama · e8 negres rei · f8 negres alfil · g8 negres cavall · h8 negres torre · d7 negres cavall · e7 negres peó · g7 negres peó · h7 negres peó · c6 negres peó · f6 negres peó · b5 negres peó · d5 negres peó · f5 blanques alfil · a4 negres peó · d4 blanques peó · f4 blanques alfil · h4 blanques peó · c3 blanques cavall · d3 blanques dama · e3 blanques peó · f3 blanques cavall · a2 blanques peó · b2 blanques peó · c2 blanques peó · f2 blanques peó · g2 blanques peó · c1 blanques rei · d1 blanques torre · h1 blanques torre | a8 negres torre · c8 negres alfil · d8 negres dama · e8 negres rei · f8 negres alfil · g8 negres cavall · h8 negres torre · d7 negres cavall · e7 negres peó · g7 negres peó · h7 negres peó · c6 negres peó · f6 negres peó · b5 negres peó · d5 negres peó · f5 blanques alfil · a4 negres peó · d4 blanques peó · f4 blanques alfil · h4 blanques peó · c3 blanques cavall · d3 blanques dama · e3 blanques peó · f3 blanques cavall · a2 blanques peó · b2 blanques peó · c2 blanques peó · f2 blanques peó · g2 blanques peó · c1 blanques rei · d1 blanques torre · h1 blanques torre | a8 negres torre · c8 negres alfil · d8 negres dama · e8 negres rei · f8 negres alfil · g8 negres cavall · h8 negres torre · d7 negres cavall · e7 negres peó · g7 negres peó · h7 negres peó · c6 negres peó · f6 negres peó · b5 negres peó · d5 negres peó · f5 blanques alfil · a4 negres peó · d4 blanques peó · f4 blanques alfil · h4 blanques peó · c3 blanques cavall · d3 blanques dama · e3 blanques peó · f3 blanques cavall · a2 blanques peó · b2 blanques peó · c2 blanques peó · f2 blanques peó · g2 blanques peó · c1 blanques rei · d1 blanques torre · h1 blanques torre | a8 negres torre · c8 negres alfil · d8 negres dama · e8 negres rei · f8 negres alfil · g8 negres cavall · h8 negres torre · d7 negres cavall · e7 negres peó · g7 negres peó · h7 negres peó · c6 negres peó · f6 negres peó · b5 negres peó · d5 negres peó · f5 blanques alfil · a4 negres peó · d4 blanques peó · f4 blanques alfil · h4 blanques peó · c3 blanques cavall · d3 blanques dama · e3 blanques peó · f3 blanques cavall · a2 blanques peó · b2 blanques peó · c2 blanques peó · f2 blanques peó · g2 blanques peó · c1 blanques rei · d1 blanques torre · h1 blanques torre | 4 |
| 3 | a8 negres torre · c8 negres alfil · d8 negres dama · e8 negres rei · f8 negres alfil · g8 negres cavall · h8 negres torre · d7 negres cavall · e7 negres peó · g7 negres peó · h7 negres peó · c6 negres peó · f6 negres peó · b5 negres peó · d5 negres peó · f5 blanques alfil · a4 negres peó · d4 blanques peó · f4 blanques alfil · h4 blanques peó · c3 blanques cavall · d3 blanques dama · e3 blanques peó · f3 blanques cavall · a2 blanques peó · b2 blanques peó · c2 blanques peó · f2 blanques peó · g2 blanques peó · c1 blanques rei · d1 blanques torre · h1 blanques torre | a8 negres torre · c8 negres alfil · d8 negres dama · e8 negres rei · f8 negres alfil · g8 negres cavall · h8 negres torre · d7 negres cavall · e7 negres peó · g7 negres peó · h7 negres peó · c6 negres peó · f6 negres peó · b5 negres peó · d5 negres peó · f5 blanques alfil · a4 negres peó · d4 blanques peó · f4 blanques alfil · h4 blanques peó · c3 blanques cavall · d3 blanques dama · e3 blanques peó · f3 blanques cavall · a2 blanques peó · b2 blanques peó · c2 blanques peó · f2 blanques peó · g2 blanques peó · c1 blanques rei · d1 blanques torre · h1 blanques torre | a8 negres torre · c8 negres alfil · d8 negres dama · e8 negres rei · f8 negres alfil · g8 negres cavall · h8 negres torre · d7 negres cavall · e7 negres peó · g7 negres peó · h7 negres peó · c6 negres peó · f6 negres peó · b5 negres peó · d5 negres peó · f5 blanques alfil · a4 negres peó · d4 blanques peó · f4 blanques alfil · h4 blanques peó · c3 blanques cavall · d3 blanques dama · e3 blanques peó · f3 blanques cavall · a2 blanques peó · b2 blanques peó · c2 blanques peó · f2 blanques peó · g2 blanques peó · c1 blanques rei · d1 blanques torre · h1 blanques torre | a8 negres torre · c8 negres alfil · d8 negres dama · e8 negres rei · f8 negres alfil · g8 negres cavall · h8 negres torre · d7 negres cavall · e7 negres peó · g7 negres peó · h7 negres peó · c6 negres peó · f6 negres peó · b5 negres peó · d5 negres peó · f5 blanques alfil · a4 negres peó · d4 blanques peó · f4 blanques alfil · h4 blanques peó · c3 blanques cavall · d3 blanques dama · e3 blanques peó · f3 blanques cavall · a2 blanques peó · b2 blanques peó · c2 blanques peó · f2 blanques peó · g2 blanques peó · c1 blanques rei · d1 blanques torre · h1 blanques torre | a8 negres torre · c8 negres alfil · d8 negres dama · e8 negres rei · f8 negres alfil · g8 negres cavall · h8 negres torre · d7 negres cavall · e7 negres peó · g7 negres peó · h7 negres peó · c6 negres peó · f6 negres peó · b5 negres peó · d5 negres peó · f5 blanques alfil · a4 negres peó · d4 blanques peó · f4 blanques alfil · h4 blanques peó · c3 blanques cavall · d3 blanques dama · e3 blanques peó · f3 blanques cavall · a2 blanques peó · b2 blanques peó · c2 blanques peó · f2 blanques peó · g2 blanques peó · c1 blanques rei · d1 blanques torre · h1 blanques torre | a8 negres torre · c8 negres alfil · d8 negres dama · e8 negres rei · f8 negres alfil · g8 negres cavall · h8 negres torre · d7 negres cavall · e7 negres peó · g7 negres peó · h7 negres peó · c6 negres peó · f6 negres peó · b5 negres peó · d5 negres peó · f5 blanques alfil · a4 negres peó · d4 blanques peó · f4 blanques alfil · h4 blanques peó · c3 blanques cavall · d3 blanques dama · e3 blanques peó · f3 blanques cavall · a2 blanques peó · b2 blanques peó · c2 blanques peó · f2 blanques peó · g2 blanques peó · c1 blanques rei · d1 blanques torre · h1 blanques torre | a8 negres torre · c8 negres alfil · d8 negres dama · e8 negres rei · f8 negres alfil · g8 negres cavall · h8 negres torre · d7 negres cavall · e7 negres peó · g7 negres peó · h7 negres peó · c6 negres peó · f6 negres peó · b5 negres peó · d5 negres peó · f5 blanques alfil · a4 negres peó · d4 blanques peó · f4 blanques alfil · h4 blanques peó · c3 blanques cavall · d3 blanques dama · e3 blanques peó · f3 blanques cavall · a2 blanques peó · b2 blanques peó · c2 blanques peó · f2 blanques peó · g2 blanques peó · c1 blanques rei · d1 blanques torre · h1 blanques torre | a8 negres torre · c8 negres alfil · d8 negres dama · e8 negres rei · f8 negres alfil · g8 negres cavall · h8 negres torre · d7 negres cavall · e7 negres peó · g7 negres peó · h7 negres peó · c6 negres peó · f6 negres peó · b5 negres peó · d5 negres peó · f5 blanques alfil · a4 negres peó · d4 blanques peó · f4 blanques alfil · h4 blanques peó · c3 blanques cavall · d3 blanques dama · e3 blanques peó · f3 blanques cavall · a2 blanques peó · b2 blanques peó · c2 blanques peó · f2 blanques peó · g2 blanques peó · c1 blanques rei · d1 blanques torre · h1 blanques torre | 3 |
| 2 | a8 negres torre · c8 negres alfil · d8 negres dama · e8 negres rei · f8 negres alfil · g8 negres cavall · h8 negres torre · d7 negres cavall · e7 negres peó · g7 negres peó · h7 negres peó · c6 negres peó · f6 negres peó · b5 negres peó · d5 negres peó · f5 blanques alfil · a4 negres peó · d4 blanques peó · f4 blanques alfil · h4 blanques peó · c3 blanques cavall · d3 blanques dama · e3 blanques peó · f3 blanques cavall · a2 blanques peó · b2 blanques peó · c2 blanques peó · f2 blanques peó · g2 blanques peó · c1 blanques rei · d1 blanques torre · h1 blanques torre | a8 negres torre · c8 negres alfil · d8 negres dama · e8 negres rei · f8 negres alfil · g8 negres cavall · h8 negres torre · d7 negres cavall · e7 negres peó · g7 negres peó · h7 negres peó · c6 negres peó · f6 negres peó · b5 negres peó · d5 negres peó · f5 blanques alfil · a4 negres peó · d4 blanques peó · f4 blanques alfil · h4 blanques peó · c3 blanques cavall · d3 blanques dama · e3 blanques peó · f3 blanques cavall · a2 blanques peó · b2 blanques peó · c2 blanques peó · f2 blanques peó · g2 blanques peó · c1 blanques rei · d1 blanques torre · h1 blanques torre | a8 negres torre · c8 negres alfil · d8 negres dama · e8 negres rei · f8 negres alfil · g8 negres cavall · h8 negres torre · d7 negres cavall · e7 negres peó · g7 negres peó · h7 negres peó · c6 negres peó · f6 negres peó · b5 negres peó · d5 negres peó · f5 blanques alfil · a4 negres peó · d4 blanques peó · f4 blanques alfil · h4 blanques peó · c3 blanques cavall · d3 blanques dama · e3 blanques peó · f3 blanques cavall · a2 blanques peó · b2 blanques peó · c2 blanques peó · f2 blanques peó · g2 blanques peó · c1 blanques rei · d1 blanques torre · h1 blanques torre | a8 negres torre · c8 negres alfil · d8 negres dama · e8 negres rei · f8 negres alfil · g8 negres cavall · h8 negres torre · d7 negres cavall · e7 negres peó · g7 negres peó · h7 negres peó · c6 negres peó · f6 negres peó · b5 negres peó · d5 negres peó · f5 blanques alfil · a4 negres peó · d4 blanques peó · f4 blanques alfil · h4 blanques peó · c3 blanques cavall · d3 blanques dama · e3 blanques peó · f3 blanques cavall · a2 blanques peó · b2 blanques peó · c2 blanques peó · f2 blanques peó · g2 blanques peó · c1 blanques rei · d1 blanques torre · h1 blanques torre | a8 negres torre · c8 negres alfil · d8 negres dama · e8 negres rei · f8 negres alfil · g8 negres cavall · h8 negres torre · d7 negres cavall · e7 negres peó · g7 negres peó · h7 negres peó · c6 negres peó · f6 negres peó · b5 negres peó · d5 negres peó · f5 blanques alfil · a4 negres peó · d4 blanques peó · f4 blanques alfil · h4 blanques peó · c3 blanques cavall · d3 blanques dama · e3 blanques peó · f3 blanques cavall · a2 blanques peó · b2 blanques peó · c2 blanques peó · f2 blanques peó · g2 blanques peó · c1 blanques rei · d1 blanques torre · h1 blanques torre | a8 negres torre · c8 negres alfil · d8 negres dama · e8 negres rei · f8 negres alfil · g8 negres cavall · h8 negres torre · d7 negres cavall · e7 negres peó · g7 negres peó · h7 negres peó · c6 negres peó · f6 negres peó · b5 negres peó · d5 negres peó · f5 blanques alfil · a4 negres peó · d4 blanques peó · f4 blanques alfil · h4 blanques peó · c3 blanques cavall · d3 blanques dama · e3 blanques peó · f3 blanques cavall · a2 blanques peó · b2 blanques peó · c2 blanques peó · f2 blanques peó · g2 blanques peó · c1 blanques rei · d1 blanques torre · h1 blanques torre | a8 negres torre · c8 negres alfil · d8 negres dama · e8 negres rei · f8 negres alfil · g8 negres cavall · h8 negres torre · d7 negres cavall · e7 negres peó · g7 negres peó · h7 negres peó · c6 negres peó · f6 negres peó · b5 negres peó · d5 negres peó · f5 blanques alfil · a4 negres peó · d4 blanques peó · f4 blanques alfil · h4 blanques peó · c3 blanques cavall · d3 blanques dama · e3 blanques peó · f3 blanques cavall · a2 blanques peó · b2 blanques peó · c2 blanques peó · f2 blanques peó · g2 blanques peó · c1 blanques rei · d1 blanques torre · h1 blanques torre | a8 negres torre · c8 negres alfil · d8 negres dama · e8 negres rei · f8 negres alfil · g8 negres cavall · h8 negres torre · d7 negres cavall · e7 negres peó · g7 negres peó · h7 negres peó · c6 negres peó · f6 negres peó · b5 negres peó · d5 negres peó · f5 blanques alfil · a4 negres peó · d4 blanques peó · f4 blanques alfil · h4 blanques peó · c3 blanques cavall · d3 blanques dama · e3 blanques peó · f3 blanques cavall · a2 blanques peó · b2 blanques peó · c2 blanques peó · f2 blanques peó · g2 blanques peó · c1 blanques rei · d1 blanques torre · h1 blanques torre | 2 |
| 1 | a8 negres torre · c8 negres alfil · d8 negres dama · e8 negres rei · f8 negres alfil · g8 negres cavall · h8 negres torre · d7 negres cavall · e7 negres peó · g7 negres peó · h7 negres peó · c6 negres peó · f6 negres peó · b5 negres peó · d5 negres peó · f5 blanques alfil · a4 negres peó · d4 blanques peó · f4 blanques alfil · h4 blanques peó · c3 blanques cavall · d3 blanques dama · e3 blanques peó · f3 blanques cavall · a2 blanques peó · b2 blanques peó · c2 blanques peó · f2 blanques peó · g2 blanques peó · c1 blanques rei · d1 blanques torre · h1 blanques torre | a8 negres torre · c8 negres alfil · d8 negres dama · e8 negres rei · f8 negres alfil · g8 negres cavall · h8 negres torre · d7 negres cavall · e7 negres peó · g7 negres peó · h7 negres peó · c6 negres peó · f6 negres peó · b5 negres peó · d5 negres peó · f5 blanques alfil · a4 negres peó · d4 blanques peó · f4 blanques alfil · h4 blanques peó · c3 blanques cavall · d3 blanques dama · e3 blanques peó · f3 blanques cavall · a2 blanques peó · b2 blanques peó · c2 blanques peó · f2 blanques peó · g2 blanques peó · c1 blanques rei · d1 blanques torre · h1 blanques torre | a8 negres torre · c8 negres alfil · d8 negres dama · e8 negres rei · f8 negres alfil · g8 negres cavall · h8 negres torre · d7 negres cavall · e7 negres peó · g7 negres peó · h7 negres peó · c6 negres peó · f6 negres peó · b5 negres peó · d5 negres peó · f5 blanques alfil · a4 negres peó · d4 blanques peó · f4 blanques alfil · h4 blanques peó · c3 blanques cavall · d3 blanques dama · e3 blanques peó · f3 blanques cavall · a2 blanques peó · b2 blanques peó · c2 blanques peó · f2 blanques peó · g2 blanques peó · c1 blanques rei · d1 blanques torre · h1 blanques torre | a8 negres torre · c8 negres alfil · d8 negres dama · e8 negres rei · f8 negres alfil · g8 negres cavall · h8 negres torre · d7 negres cavall · e7 negres peó · g7 negres peó · h7 negres peó · c6 negres peó · f6 negres peó · b5 negres peó · d5 negres peó · f5 blanques alfil · a4 negres peó · d4 blanques peó · f4 blanques alfil · h4 blanques peó · c3 blanques cavall · d3 blanques dama · e3 blanques peó · f3 blanques cavall · a2 blanques peó · b2 blanques peó · c2 blanques peó · f2 blanques peó · g2 blanques peó · c1 blanques rei · d1 blanques torre · h1 blanques torre | a8 negres torre · c8 negres alfil · d8 negres dama · e8 negres rei · f8 negres alfil · g8 negres cavall · h8 negres torre · d7 negres cavall · e7 negres peó · g7 negres peó · h7 negres peó · c6 negres peó · f6 negres peó · b5 negres peó · d5 negres peó · f5 blanques alfil · a4 negres peó · d4 blanques peó · f4 blanques alfil · h4 blanques peó · c3 blanques cavall · d3 blanques dama · e3 blanques peó · f3 blanques cavall · a2 blanques peó · b2 blanques peó · c2 blanques peó · f2 blanques peó · g2 blanques peó · c1 blanques rei · d1 blanques torre · h1 blanques torre | a8 negres torre · c8 negres alfil · d8 negres dama · e8 negres rei · f8 negres alfil · g8 negres cavall · h8 negres torre · d7 negres cavall · e7 negres peó · g7 negres peó · h7 negres peó · c6 negres peó · f6 negres peó · b5 negres peó · d5 negres peó · f5 blanques alfil · a4 negres peó · d4 blanques peó · f4 blanques alfil · h4 blanques peó · c3 blanques cavall · d3 blanques dama · e3 blanques peó · f3 blanques cavall · a2 blanques peó · b2 blanques peó · c2 blanques peó · f2 blanques peó · g2 blanques peó · c1 blanques rei · d1 blanques torre · h1 blanques torre | a8 negres torre · c8 negres alfil · d8 negres dama · e8 negres rei · f8 negres alfil · g8 negres cavall · h8 negres torre · d7 negres cavall · e7 negres peó · g7 negres peó · h7 negres peó · c6 negres peó · f6 negres peó · b5 negres peó · d5 negres peó · f5 blanques alfil · a4 negres peó · d4 blanques peó · f4 blanques alfil · h4 blanques peó · c3 blanques cavall · d3 blanques dama · e3 blanques peó · f3 blanques cavall · a2 blanques peó · b2 blanques peó · c2 blanques peó · f2 blanques peó · g2 blanques peó · c1 blanques rei · d1 blanques torre · h1 blanques torre | a8 negres torre · c8 negres alfil · d8 negres dama · e8 negres rei · f8 negres alfil · g8 negres cavall · h8 negres torre · d7 negres cavall · e7 negres peó · g7 negres peó · h7 negres peó · c6 negres peó · f6 negres peó · b5 negres peó · d5 negres peó · f5 blanques alfil · a4 negres peó · d4 blanques peó · f4 blanques alfil · h4 blanques peó · c3 blanques cavall · d3 blanques dama · e3 blanques peó · f3 blanques cavall · a2 blanques peó · b2 blanques peó · c2 blanques peó · f2 blanques peó · g2 blanques peó · c1 blanques rei · d1 blanques torre · h1 blanques torre | 1 |
|   | a | b | c | d | e | f | g | h |   |

A la partida les blanques van aprofitar l'afeblida posició del rei entregant amb 1. Ag6+ hxg6 (no hi ha cap altre moviment legal) 2. Dxg6#